# 昌平区
昌平区是中华人民共和国北京市的一个市辖区，位于市域西北部，属于北京四个城市功能区当中的城市发展新区之一，在规划上同时兼有中轴线北延长线、“多点”平原新城和生态涵养区的建设功能。區人民政府駐城北街道政府街19号。
全区地形西北高、东南低，在气候条件上属于温带季风气候。曾被外界誉为“密迩王室，股肱之地”，有“京师之枕”的美称。
在昌平区境内出生并登记北京市户籍的居民，身份证号地址码为110221和110114。

## 全区地情

### 地理概况
昌平区位于北京市西北部，地处太行山脉与燕山山脉交汇处。东邻顺义区，南邻朝阳区、海淀区和门头沟区，西接河北省张家口市怀来县，北邻延庆区和怀柔区。

### 行政区划

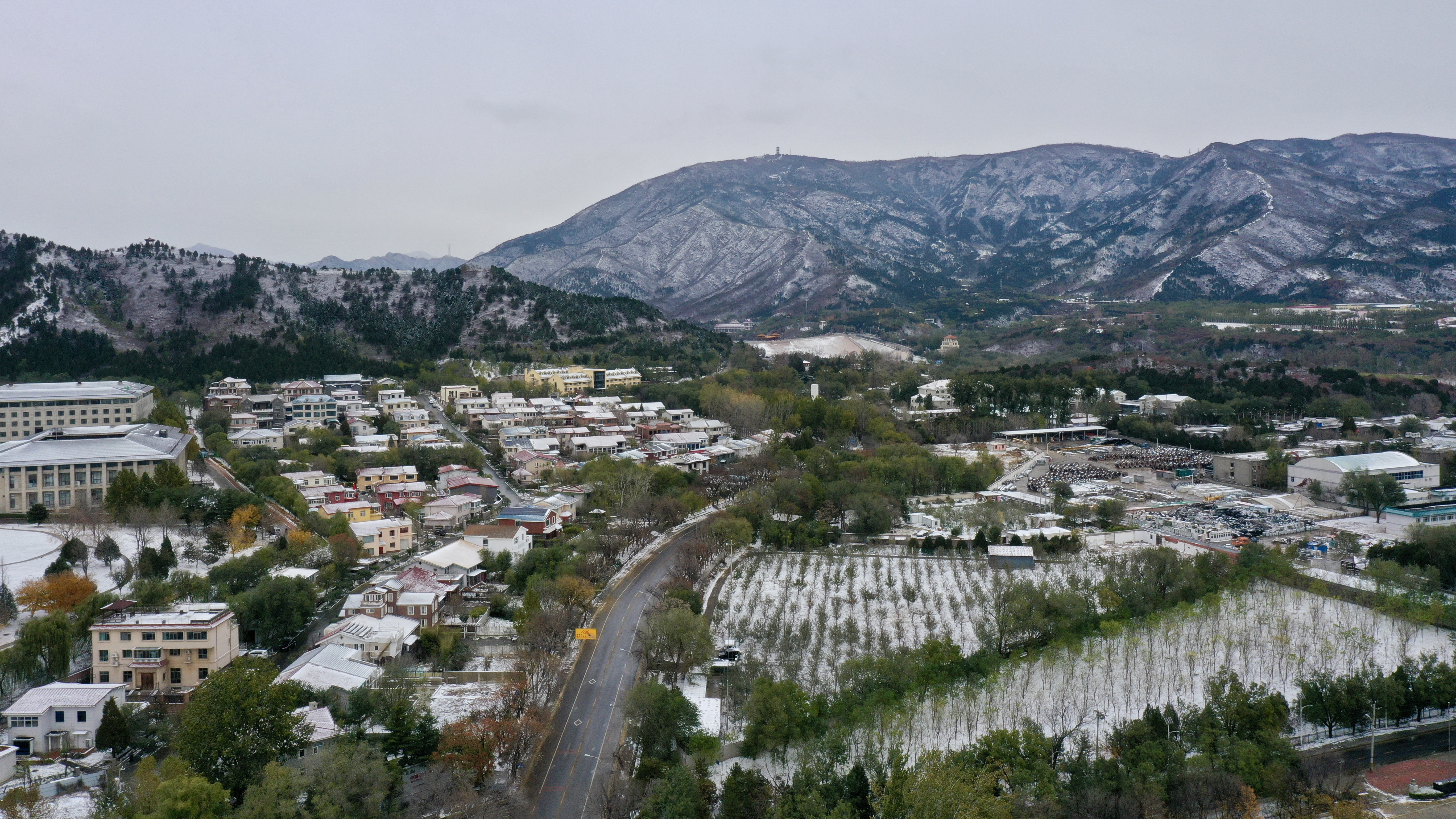
雪后的城北街道水库路周边

全区共分为8个街道、4个地区（保留原镇建制）、10个镇和1个“以企代政”的镇级单位。
- 街道办事处：城北街道、城南街道、天通苑北街道、天通苑南街道、霍营街道、史各庄街道、回龙观街道、龙泽园街道
- 地区办事处：南口地区、马池口地区、沙河地区、东小口地区
- 镇：阳坊镇、小汤山镇、南邵镇、崔村镇、百善镇、北七家镇、兴寿镇、流村镇、十三陵镇、延寿镇
- “以企代政”的镇级单位：北京北方企业集团公司（区直管计划单列村马池口村）[4][5]

#### 区划变迁
昌平自明朝初期开始有行政区划记载。
明初实行县领乡、乡领社（屯）、社领里（坊）、里领村（店）制。明洪武二十四年（1391），全县共划分为4乡、9社、8屯、18军屯，50里、2坊、162村、17店。
清代沿袭明制。清初，受“圈地”影响，无地民户增多，到康熙十二年（1673），昌平州设14里（坊、屯）、24军屯、272村（店）。到光绪十二年（1886），昌平州设14里、423村（店）。
中华民国初期，县行政区划实行区、乡、村三级，后为乡（镇）、村二级。
民国四年（1915）前后，县境内清河镇划归宛平县。1920年代建南口镇村。
民国二十五年（1936），全县设10区、293乡、413村。
民国三十一年（1942）1月，伪宛平县清河区一镇16村划归昌平县。
民国三十六年（1947），县国民党政权划全县为1城、7镇、30乡，458村。
抗日战争和第二次国共内战时期（1937-1949），中共领导的联合县设行政区划如下：
昌宛联合县初设1区至5区，后为6区，1945年设8区；昌宛房联合县佐公署设1至9区；昌宛怀设1区至5区。滦昌怀联合县初设1区至5区，后为4区。昌延联合县设三区、十三区、十四区、十五区，滦昌怀顺联合县设1至7区，辖276村；昌平县辖区西起平绥铁路（今京包铁路），北东分别与延庆、怀柔、顺义接壤，设1区至6区和小汤山镇。昌顺联合县设1区至14区和城关镇、南口镇、沙河镇、高丽营镇。辖区为平绥铁路以东，平古铁路（今京承铁路北京段）以西，北与延庆县接壤。
民国三十七年（1948）初，县境内横岭、镇边城、坊口、坊安峪四村由昌宛联合县划归怀来县，县一区北部、二、三、四区西部地区近百村由滦昌怀顺联合县划归怀柔县（黄花城、二道关、九渡河、渤海所、黄坎、慕田峪、茶坞等地）、顺义县。
1949年1月，将清河镇和西二旗、安宁庄、朱房、后屯、永泰庄、西三旗6村划归北平市军事管制区域十九区（今属海淀区）。大兴县的海鶄落、燕丹、白坊村划归昌平县。4月，将高丽营镇及所辖的河北、西关、南街、南后街、东关、玉石井、北后街、大队8村划归顺义县，昌平全县设9区、3镇、389个行政村。7月3日，将西北旺、东北旺、后厂、后营、上地5村划归北平市军事管制区域十六区（今属海淀区）。9月13日，将南口镇青龙桥小区及所属石佛寺、三堡、刘家沟、十八窑、黄土梁5个村划归延庆县。10月，将县辖董家沟、里长沟、景儿沟、慈母川、铁炉子、霹破石、沙塘沟7个村划归延庆县，延庆县的三堡村以南至南口镇铁道以北地区划归昌平县。
1950年4月，将顺义县高丽营镇及所辖8村划归昌平县。6月，全县设6区，389个行政村。10月，将黑龙潭风景区划归北京市十三区管辖（今属海淀区）。
1953年2月11日，6个区调为7个区。6月起，县行政区划实行区、乡、村三级，全县设6区、108乡镇、389个行政村。昌平、沙河、南口3镇直隶县。1955年1月，全县所属一至六区由数字相称改为地名相称，分别为城关区、南口区、沙河区、小汤山区、阳坊区、白庙区。
1956年2月14日，将高丽营镇及所属8村划归顺义县。8月，将108个乡、3个镇合并为32个乡镇，374个行政村。32个乡镇为昌平镇乡、老峪沟乡、高崖口乡、南流村乡、白羊城乡、前桃洼乡、亭子庄乡、阳坊乡、南口镇乡、南口村乡、龙虎台乡、马池口乡、白水洼乡、苏家坨乡、永丰屯乡、黑山寨乡、长陵乡、南邵乡、东崔村乡、百善乡、沙河乡、松兰堡乡、小汤山乡、上庄乡、兴寿乡、上苑乡、大东流乡、北七家庄乡、东小口乡、回龙观乡、平西府乡、雷家桥乡。后白羊城乡合并到南流村乡，龙虎台乡、南口村乡合并到南口镇。
1958年3月8日，将东小口乡及所属东小口、卢村、兰各庄、店上、单村、贺村、太平庄、中滩、陈营9个村划归海淀区。3月15日，雷家桥乡及所属的雷家桥、清河营、奶子房、沈家桥、沙子营、立水桥6村划归东郊区（今朝阳区），高崖口乡泗家水村划归京西矿区（今门头沟区）。8月，将海淀区北安河乡、温泉乡及其辖村划归昌平区。8月23日，成立红旗人民公社，为当时北京市郊区第一个人民公社。到9月6日，建立5个政社合一的人民公社、下辖26个工作站，290个大队，实行人民公社、大队两级行政区划。分别是十三陵人民公社（原卫星人民公社）、前进人民公社、东风人民公社、红旗人民公社、先锋人民公社。10月7日，将8月划入昌平区的北安河乡、温泉乡及其辖村，以及苏家坨乡和所辖的苏家坨一村、二村、三村、四村、三兴庄、西小营、前柳林、后柳林、常乐村、大马坊、小马坊，永丰屯乡和所辖的永丰屯、大牛坊、东玉河、西玉河、小牛坊、小辛店、皇后店、东六里屯、西六里屯、亮甲店、屯佃、太舟坞、东埠头、杨家庄，白水洼乡和所辖的白水洼、梅所屯、永泰庄、南玉河、北玉河、皂甲屯、上庄、东小营、八家、前章村、后章村、西辛力屯、双塔、西闸，阳坊乡所辖的前沙涧、后沙涧、车儿营、聂各庄，回龙观乡所辖的唐家岭、土井（即先锋人民公社所属苏家坨、永丰屯、白水洼3个工作站）划归海淀区。阳坊工作站及其它辖村并入前进人民公社。11月24日，东风、红旗人民公社合并为小汤山人民公社，前进人民公社改为南口人民公社，全区设小汤山、南口、十三陵人民公社和国营北郊畜牧场、南口农场。12月24日，撤销南口公社、小汤山公社。
1959年4月，建立国营北郊农场。7月，成立国营十三陵农场。10月底至11月初，全区各人民公社对规模进行调整，十三陵公社分设城关公社，原东小口、沙河、北七家工作站与北郊农场合并成立沙河公社。11月，原划归海淀区的东小口乡及所辖9村重新划归昌平区（新都砖厂所占区域除外）。全区调整为南口、城关、十三陵、小汤山、沙河5个公社。
1960年7月，成立国营南口农场。到7月，全县设5个人民公社、26个工作站，292个大队（行政村）、两个国营农场。8月，沙河人民公社改称中越友好人民公社。9月15日，全县各乡镇调整设置，25个乡镇合并设1镇、4乡、312个行政村。
1961年5月，全县5个人民公社调整设为25个人民公社、265个大队。1963年1月1日，阳坊乡所辖的梁家园、台头村划归海淀区。1964年3月，延庆县的九仙庙、东古、白查、大梁、葛条峪、大梁湾、烧锅峪7村划归昌平县。
1981年2月，全县设3镇、24个公社。4月10日，北京市人民政府决定设立十三陵特区，特区设办事处，为昌平县人民政府的派出机构。6月1日，撤销作为市派出机构的十三陵管理处，成立昌平县十三陵特区办事处。7月，北京市有关部门开始在沙河公社进行人民公社体制改革试点，撤销公社复设乡镇，实行党、政、企分开。
1982年，全县设3个镇、23个乡。1987年2月，全县设1区、3镇、27个乡。
1990年6月26日，回龙观、小汤山、阳坊、平西府、马池口撤乡设镇，昌平、南口、沙河镇分设城区、道南、巩华镇。以昌平镇部分区域范围（东至南邵乡，南至昌平镇，西至昌平镇，北至十三陵）为城区镇的行政区域；以沙河镇部分区域范围（东至古里渠乡，南至史各庄乡，西至海淀区上庄乡，北至沙河镇）为巩华镇的行政区域；以南口镇部分区域范围（东至南口镇，南至土楼乡，西至桃洼乡，北至南口镇）为道南镇的行政区域。马池口村从马池口镇划出，实行村企业公司单列。全县行政区划设为1区，城区、昌平、道南、南口、巩华、沙河、马池口、小汤山、阳坊、平西府、回龙观11个镇，崔村、南邵、兴寿、上苑、下庄、长陵、十三陵、黑山寨、桃洼、流村、高崖口、老峪沟、亭子庄、大东流、北七家、百善、东小口、霍营、燕丹、史各庄、七里渠、土楼22个乡和1个计划单列村，317个行政村。

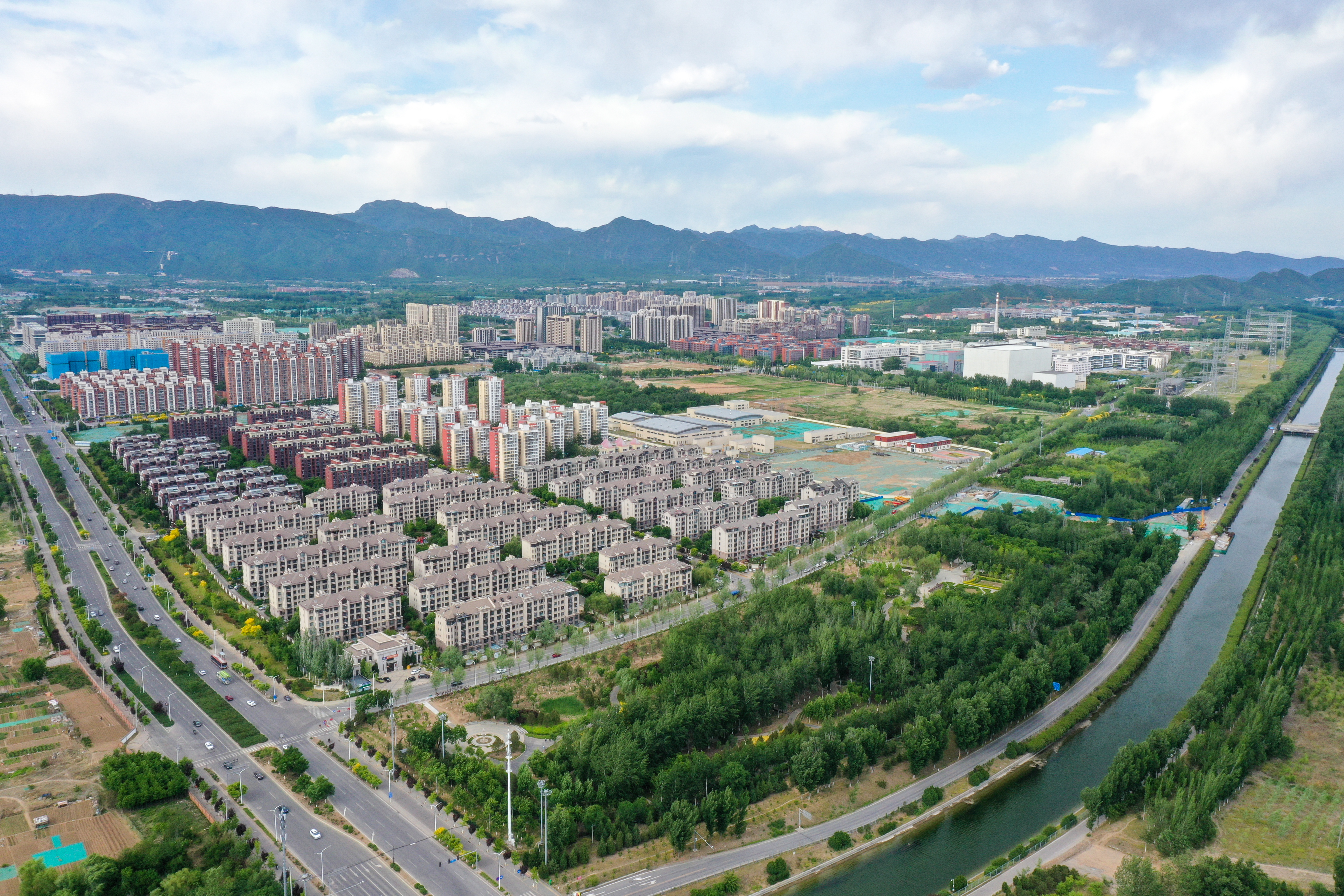
南邵镇中心区（昌平新城东扩片区）

1997年12月17日，撤销老峪沟、高崖口、流村3个乡，合并设立流村镇；撤销下庄、上苑、兴寿3个乡，合并设立兴寿镇；撤销黑山寨乡、长陵乡，合并设立长陵镇；撤销道南镇、桃洼乡，并入南口镇；撤销大东流乡，并入小汤山镇；撤销巩华镇，并入沙河镇；撤销亭自庄乡，并入马池口镇；撤销东小口乡，设立东小口镇；撤销北七家乡，设立北七家镇；撤销南邵乡，设立南邵镇；撤销崔村乡，设立崔村镇；撤销百善乡，设立百善镇。
1998年9月2日，为落实北京市场乡体制改革方案，国营北郊农场所属回龙观、平西府、史各庄、七里渠、霍营、燕丹6个乡（镇）划归昌平县。10月，撤销县辖回龙观区及区公所。
1999年9月，撤销昌平县设立昌平区。撤销平西府镇、燕丹乡，并入北七家镇；撤销霍营乡，并入东小口镇；撤销史各庄乡，并入回龙观镇；撤销七里渠乡，并入沙河镇；撤销土楼乡，将土楼乡所属土楼村、葛村划归马池口镇，东李庄村、西李庄村、响潭村和原南口农场划归南口镇；撤销十三陵乡，设立十三陵镇。10月，撤销城区、昌平2个镇，设立城北、城南2个街道办事处，设立马池口地区办事处、南口地区办事处、沙河地区办事处，保留原镇建制，实行“一套人马、两块牌子”。2004年9月，设立回龙观地区办事处，保留原镇建制；设立东小口地区办事处，保留原镇建制；实行地区办事处和镇同称方式。12月，回龙观、东小口地区办事处正式挂牌成立。
截至2010年，昌平区设小汤山、崔村、兴寿、阳坊、南邵、百善、北七家、十三陵、长陵、流村10个镇，回龙观、东小口、沙河、马池口、南口5个地区办事处（保留镇建制），城北、城南2个街道办事处，1个计划单列村。
2008年2月19日，北京市人民政府同意昌平区撤销长陵镇，所属大部分行政村并入十三陵镇；成立延寿镇，以兴寿镇和原长陵镇所属的共9个行政村为辖区。2011年9月29日，延寿镇正式揭牌。
2012年12月31日，东小口地区一分为四，成立天通苑南街道、天通苑北街道、霍营街道办事处，原东小口地区辖区剩余部分为调整后的东小口地区办事处辖区范围。
2015年7月，北京市人民政府同意昌平区撤销回龙观镇，成立史各庄街道、回龙观街道和龙泽园街道；2019年6月22日，史各庄、回龙观、龙泽园街道正式揭牌，属原回龙观地区（史各庄街道）管辖的碧水庄园社区划入沙河地区。
到2019年7月，昌平区辖城北、城南、天通苑南、天通苑北、霍营、史各庄、回龙观、龙泽园8个街道办事处，沙河、南口、马池口、东小口4个地区办事处（镇），小汤山、崔村、兴寿、阳坊、南邵、百善、北七家、十三陵、延寿、流村10个镇，1个计划单列村马池口村。

### 建置沿革
昌平的名称来自汉代的昌平侯，取“昌盛平安”之意，即来自汉代贵族的封爵。具体位置大概为现在的居庸关往南一带。
6000多年前就有先民在昌平境内雪山、南口等地繁衍生息。
区域夏属冀州，商属幽州，周属燕国，秦属上谷郡。
汉武帝时期（西汉元封元年，公元前110年），在县域内设昌平、军都二县，属上谷郡。昌平县治所在今百善镇上、下东廓两村之西；军都县治所在今昌平城区东南45里。
王莽建新朝后改昌平县为长昌县、上谷郡为朔调郡；长昌县、军都县属朔调郡。东汉建武十三年（37年），长昌县、军都县改属广阳郡。永元八年（96年）复称昌平县。
三国魏时，昌平县、军都县属幽州燕国；西晋时属幽州燕国。
十六国后赵时属幽州燕郡。前燕属幽州燕国。前秦属幽州燕国，后燕属幽州燕郡。
南北朝北魏时，省昌平入军都，军都县治所移至昌平县城，属幽州燕郡。皇始元年（396），军都县治所迁入军都新城（今东、西新城村以北）。东魏时，复置昌平县，省军都入昌平县，县治所在军都新城，增置万年（言）县，万年（言）县、徧城郡及所领之广武县、沃野县治所在今县境内西南隅。属东燕州平昌郡（一说昌平郡）。北齐、北周建置、隶属未变。
隋开皇三年（583），省万年（言）入昌平。大业九年（613）初属幽州，后属涿郡，昌平县治所迁于土城。
唐武德元年（618）属幽州。县治所迁入白浮图城（今南口地区旧县村）。神龙（705-707）初，带州及所领之孤竹县侨置于清水店（今属海淀区温泉镇太舟坞村）。天宝元年（742）属范阳郡；乾元元年（758）属幽州，开元二十五年（737）至建中二年（781），燕州及辽西县侨置在今兴寿镇桃峪口村一带。
五代时，后唐同光二年（924）改称燕平，治所迁至曹村（今城北街道朝凤庵村）。后晋天福元年（936）复称昌平县，治所徙至白浮图城。
辽初属幽都府，開泰元年（1012）属析津府。北宋宣和四年至六年（1122-1124）昌平县属燕山府。金天会三年（1125）改燕山府为燕京析津府，贞元元年（1153）改称大兴府。昌平县初属析津府，后属中都路大兴府。元皇庆二年（1313）到至正二十八年（1368）属大都路总管府。皇庆二年（1313）县治所迁于辛店（今马池口镇辛店村），至正年间（1341-1368）迁回白浮图城。

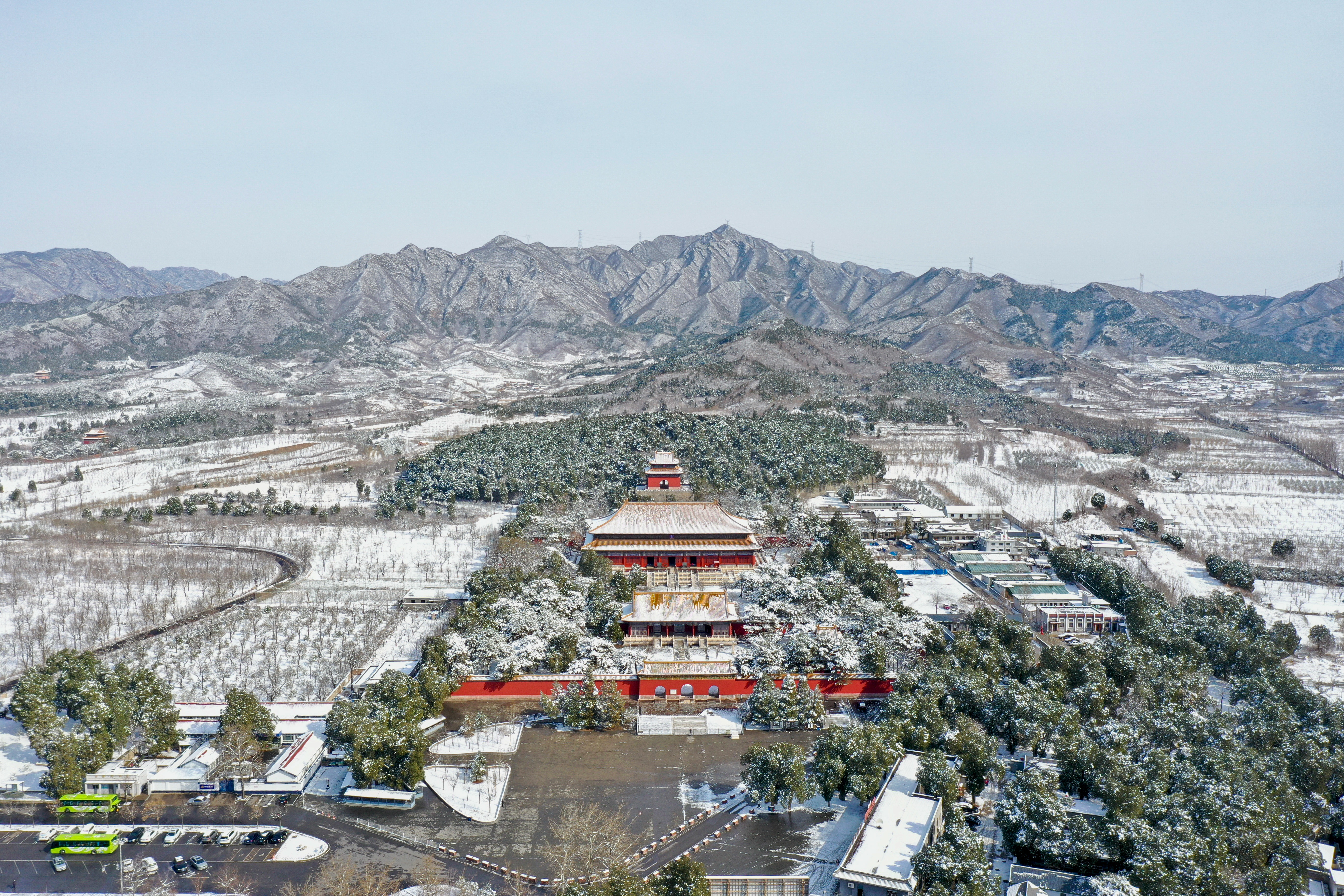
雪后的明十三陵长陵景区

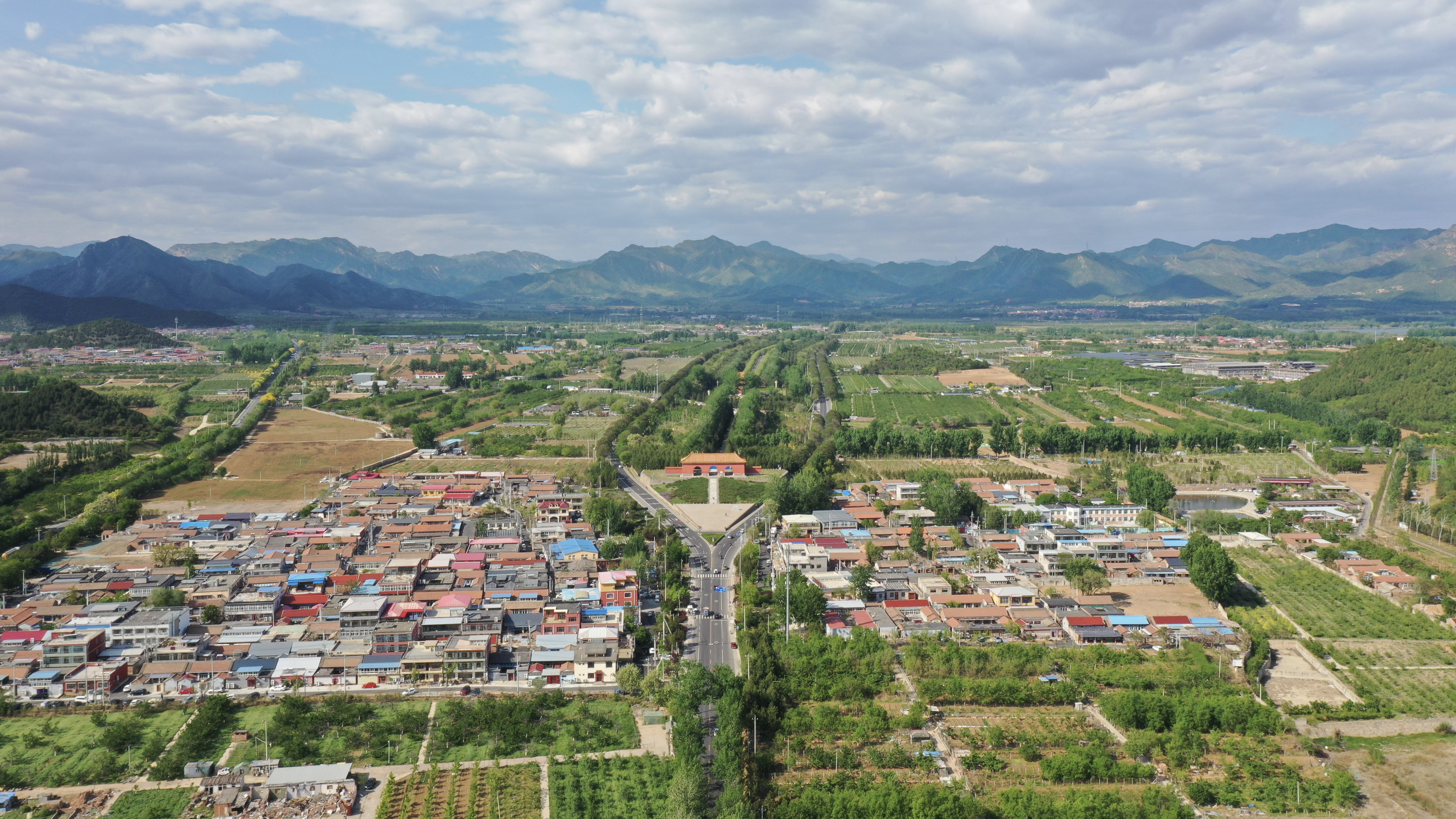
明十三陵大宫门和十三陵镇大宫门村

明洪武元年（1368）属北平府，永乐元年（1403）属顺天府。景泰三年（1452）迁县治至永安城（大致为今城北街道东环路、西环路、南环路、北环路以内区域）。正德元年（1506年）升县为州，辖密云、顺义、怀柔三县。正德三年（1508）降州为县。正德八年（1513）复升为州，辖县依旧。
清初为霸昌道治所，属顺天府。雍正六年（1728），原辖3县改直属顺天府，昌平州成为不领县的散州。
民国二年（1913）2月，撤州设县，属顺天府。
民国三年（1914）10月4日，北洋政府颁布《大总统申令》，以顺天府为原型成立京兆地方，并公布《京兆地方区域表》，确定昌平为京兆20个辖县之一。民国十七年（1928）6月28日，南京国民政府颁布第三〇六号《中华民国国民政府训令》，将直隶改名为河北省，并将包括昌平县在内的京兆地方各辖县划入该省。
民国二十四年（1935）12月25日起，属伪冀东防共自治政府。民国二十六年（1937）属伪河北省冀东道。民国三十二年（1943）属伪河北省燕京道。
抗日战争时期，中国共产党及其武装力量在昌平县与邻县交界地区相继建立抗日根据地。以平绥铁路为界，民国二十八年（1939）3月至民国三十一年（1942），县内西、北部属昌宛联合县；民国三十二年（1943）2月至民国三十四年（1945）8月，属昌宛怀联合县。民国二十七年（1938）7月至10月，属昌滦密联合县；民国二十九年（1940）1月至民国三十三年（1944）12月，属昌延联合县；民国三十年（1941）6月至民国三十二年（1943）冬，属滦昌怀联合县；民国三十二年（1943）冬至民国三十四年（1945）1月，属滦昌怀顺联合县；民国三十四年（1945）1月至民国三十六年（1947）12月，属昌平县；县党政机构无固定驻地。
抗日战争胜利后，由南京国民政府（民国三十七年起为中华民国政府）统治的昌平县属河北省冀东道。
民国三十六年（1947）12月12日，中共平北地委决定将中共领导的昌平县政权和顺义县政权合并成立昌（平）顺（义）联合县。县党政机构驻今兴寿镇桃林村（中华民国国军进攻时转移至今兴寿镇上庄村）。民国三十四年（1945）年8月至民国三十八年（1949）2月间，今昌平境内平绥铁路以西区域属同为中共领导的昌（平）宛（平）联合县。
民国三十七年（1948）12月11日夜，昌平县国民党主要党政官员逃往北平。12日下午，中国人民解放军占领昌平县城。13日，中共昌顺联合县党政机构由桃林村迁至昌平县城。
1949年2月12日，昌宛联合县撤销，昌平境内原属该县的5个区划归昌顺联合县。同年4月16日，昌顺联合县撤销，复设昌平县，属察哈尔省南口专区。同年8月1日起，属河北省通县专区。
1955年9月，县境内明十三陵地区划归北京市园林局（今北京市园林绿化局）管辖。
1956年3月9日，经国务院同意，撤销昌平县，将所属区域划归北京市（除高丽营乡同时划归顺义县外），设昌平区。
1960年1月7日，经国务院批准，撤销昌平区，复设昌平县，仍属北京市。行政机构驻地位于昌平镇，距北京市区德胜门34公里。
1999年9月16日，经国务院批准，撤销昌平县，成立北京市昌平区，区人民政府驻城北街道政府街19号。12月28日，昌平区召开庆祝北京市昌平区成立大会，北京市昌平区正式挂牌。

## 人口
截至2022年末，昌平区常住人口226.7万人，比上年末减少0.3万人，下降0.13%。
其中常住外来人口131.9万人，同比减少0.2万人，下降0.15%。常住外来人口占常住人口的比重为58.2%，比上年末增长0.6个百分点。
昌平区户籍人口户数30.5万户，人口68.5万人，比上年末增加1万人，增长1.6%。
其中非农业人口51.7万人，占全区户籍人口的75.5%，比上年末提高0.6个百分点；农业人口16.8万人，占全区户籍人口的24.5%。

#### 外来人口与“人口倒挂”问题
由于昌平在北京市原远郊区县中发展起步较早、公共交通条件相对便利，地理区位上与经济发展良好的中心城区北部相连，加之长期承担回龙观文化居住区、天通苑经济适用房居住区、北京市“疏解整治促提升”专项行动等人口相关政策，在多种因素的影响下，近年来有大量外地来京人员和从市中心迁出的北京本地居民在昌平区定居。
根据第七次全国人口普查数据，截至2020年11月1日，昌平区常住人口中户籍地为北京市其它地区者为473282人，占常住人口总数的约20.85%。其中男性237455人，女性235827人。
| 户籍所属省级行政区 | 常住人口数（人） | 占全区常住人口的比重 | 常住人口中男性人口数（人） | 常住人口中女性人口数（人） |
| ------------------ | ---------------- | -------------------- | -------------------------- | -------------------------- |
| 天津市             | 46942            | 2.05%                | 23614                      | 23328                      |
| 河北省             | 350914           | 15.46%               | 201499                     | 149415                     |
| 山西省             | 75775            | 3.34%                | 42867                      | 32908                      |
| 内蒙古自治区       | 52031            | 2.29%                | 27383                      | 24648                      |
| 辽宁省             | 58358            | 2.57%                | 30192                      | 28166                      |
| 吉林省             | 46494            | 2.05%                | 23816                      | 22678                      |
| 黑龙江省           | 76639            | 3.38%                | 38882                      | 37757                      |
| 上海市             | 1787             | 0.08%                | 961                        | 826                        |
| 江苏省             | 26522            | 1.17%                | 16012                      | 10510                      |
| 浙江省             | 9867             | 0.43%                | 5319                       | 4548                       |
| 安徽省             | 45224            | 1.99%                | 26402                      | 18822                      |
| 福建省             | 10731            | 0.47%                | 6143                       | 4588                       |
| 江西省             | 15468            | 0.68%                | 8751                       | 6717                       |
| 山东省             | 106362           | 4.69%                | 62353                      | 44009                      |
| 河南省             | 192046           | 8.46%                | 116906                     | 75140                      |
| 湖北省             | 33514            | 1.48%                | 18242                      | 15272                      |
| 湖南省             | 18672            | 0.82%                | 9608                       | 9064                       |
| 广东省             | 10302            | 0.45%                | 5650                       | 4652                       |
| 广西壮族自治区     | 5846             | 0.26%                | 2836                       | 3010                       |
| 海南省             | 1723             | 0.08%                | 909                        | 814                        |
| 重庆市             | 9612             | 0.42%                | 4851                       | 4761                       |
| 四川省             | 31720            | 1.4%                 | 17095                      | 14625                      |
| 贵州省             | 8107             | 0.36%                | 4498                       | 3609                       |
| 云南省             | 5129             | 0.23%                | 2742                       | 2387                       |
| 西藏自治区         | 448              | 0.02%                | 210                        | 238                        |
| 陕西省             | 28152            | 1.24%                | 15581                      | 12571                      |
| 甘肃省             | 28267            | 1.25%                | 15406                      | 12861                      |
| 青海省             | 2891             | 0.13%                | 1470                       | 1421                       |
| 宁夏回族自治区     | 4315             | 0.19%                | 2346                       | 1969                       |
| 新疆维吾尔自治区   | 6524             | 0.29%                | 3181                       | 3343                       |

| 乡级行政区   | 常住人口总数（人） | 外地来京人员总数（人） | 外地来京人员占常住人口比重 | 外地来京人员中男性人口数（人） | 外地来京人员中女性人口数（人） |
| ------------ | ------------------ | ---------------------- | -------------------------- | ------------------------------ | ------------------------------ |
| 城北街道     | 228561             | 102472                 | 44.83%                     | 53598                          | 48874                          |
| 南口地区     | 82146              | 31632                  | 38.51%                     | 19352                          | 12280                          |
| 马池口地区   | 87506              | 51014                  | 58.3%                      | 118993                         | 83142                          |
| 沙河地区     | 294408             | 202135                 | 68.66%                     | 27280                          | 21993                          |
| 城南街道     | 88963              | 49273                  | 55.39%                     | 41167                          | 26829                          |
| 东小口地区   | 85874              | 67996                  | 79.18%                     | 37102                          | 35078                          |
| 天通苑北街道 | 142707             | 72180                  | 50.58%                     | 37102                          | 35078                          |
| 天通苑南街道 | 116529             | 65432                  | 56.15%                     | 33019                          | 32413                          |
| 霍营街道     | 93545              | 58621                  | 62.67%                     | 30821                          | 27800                          |
| 回龙观街道   | 166074             | 95645                  | 57.59%                     | 50018                          | 45627                          |
| 龙泽园街道   | 181906             | 106816                 | 58.72%                     | 54949                          | 51867                          |
| 史各庄街道   | 64910              | 41358                  | 63.72%                     | 24552                          | 16806                          |
| 阳坊镇       | 26470              | 11094                  | 41.91%                     | 6791                           | 4303                           |
| 小汤山镇     | 80273              | 41963                  | 52.28%                     | 25343                          | 16620                          |
| 南邵镇       | 65403              | 34325                  | 52.48%                     | 19564                          | 14761                          |
| 崔村镇       | 24630              | 9522                   | 38.66%                     | 5737                           | 3785                           |
| 百善镇       | 36546              | 19885                  | 54.41%                     | 11981                          | 7904                           |
| 北七家镇     | 308907             | 218692                 | 70.8%                      | 125371                         | 93321                          |
| 兴寿镇       | 34139              | 14054                  | 41.17%                     | 9105                           | 4949                           |
| 流村镇       | 18139              | 4195                   | 23.13%                     | 2779                           | 1416                           |
| 十三陵镇     | 34085              | 11173                  | 32.78%                     | 6553                           | 4620                           |
| 延寿镇       | 7766               | 905                    | 11.65%                     | 543                            | 362                            |

“人口倒挂”现象在客观上促进昌平区发展的同时，也使昌平区长期成为北京市唯一的“人口倒挂”区，使当局在社会管理等领域面临较大压力。

#### 民族构成和入籍中国人员情况
截至第七次全国人口普查开展时，在中华人民共和国境内获承认的56个民族在昌平区均有常住人口。
| 民族族别     | 常住人口总数（人） | 外地来京人员总数（人） | 外地来京人员占该民族在昌平区常住人口比重 | 常住人口中男性人口数（人） | 外地来京人员中男性人口数（人） | 常住人口中女性人口数（人） | 外地来京人员中女性人口数（人） |
| ------------ | ------------------ | ---------------------- | ---------------------------------------- | -------------------------- | ------------------------------ | -------------------------- | ------------------------------ |
| 汉族         | 2168560            | 1250719                | 57.68%                                   | 1167531                    | 704034                         | 1001029                    | 546685                         |
| 蒙古族       | 15499              | 11172                  | 72.08%                                   | 7856                       | 5794                           | 7643                       | 5378                           |
| 回族         | 21219              | 7014                   | 33.06%                                   | 10946                      | 3818                           | 10273                      | 3196                           |
| 藏族         | 1083               | 783                    | 72.3%                                    | 539                        | 385                            | 544                        | 398                            |
| 维吾尔族     | 1098               | 625                    | 56.92%                                   | 532                        | 317                            | 566                        | 308                            |
| 苗族         | 2155               | 1611                   | 74.76%                                   | 1112                       | 844                            | 1043                       | 767                            |
| 彝族         | 1210               | 951                    | 78.6%                                    | 683                        | 535                            | 527                        | 416                            |
| 壮族         | 2654               | 1812                   | 68.27%                                   | 1293                       | 874                            | 1361                       | 938                            |
| 布依族       | 659                | 504                    | 76.48%                                   | 322                        | 241                            | 337                        | 263                            |
| 朝鲜族       | 3027               | 1960                   | 64.75%                                   | 1383                       | 906                            | 1644                       | 1054                           |
| 满族         | 43138              | 26718                  | 61.94%                                   | 22706                      | 14576                          | 20432                      | 12142                          |
| 侗族         | 819                | 572                    | 69.84%                                   | 435                        | 295                            | 384                        | 277                            |
| 瑶族         | 573                | 374                    | 65.27%                                   | 286                        | 183                            | 287                        | 191                            |
| 白族         | 538                | 377                    | 70.07%                                   | 293                        | 206                            | 245                        | 171                            |
| 土家族       | 3435               | 2411                   | 70.19%                                   | 1775                       | 1243                           | 1660                       | 1168                           |
| 哈尼族       | 161                | 143                    | 88.82%                                   | 94                         | 85                             | 67                         | 58                             |
| 哈萨克族     | 347                | 179                    | 51.59%                                   | 142                        | 73                             | 205                        | 106                            |
| 傣族         | 144                | 111                    | 77.08%                                   | 68                         | 51                             | 76                         | 60                             |
| 黎族         | 207                | 160                    | 77.29%                                   | 103                        | 77                             | 104                        | 83                             |
| 傈僳族       | 69                 | 64                     | 92.75%                                   | 37                         | 34                             | 32                         | 30                             |
| 佤族         | 104                | 98                     | 94.23%                                   | 64                         | 63                             | 40                         | 35                             |
| 畲族         | 193                | 128                    | 66.32%                                   | 106                        | 71                             | 87                         | 57                             |
| 高山族       | 17                 | 11                     | 64.71%                                   | 9                          | 5                              | 8                          | 6                              |
| 拉祜族       | 107                | 102                    | 95.33%                                   | 66                         | 64                             | 41                         | 38                             |
| 水族         | 93                 | 79                     | 84.95%                                   | 45                         | 36                             | 48                         | 43                             |
| 东乡族       | 240                | 224                    | 93.33%                                   | 176                        | 169                            | 64                         | 55                             |
| 纳西族       | 62                 | 40                     | 64.52%                                   | 34                         | 23                             | 28                         | 17                             |
| 景颇族       | 28                 | 28                     | 100%                                     | 3                          | 3                              | 25                         | 25                             |
| 柯尔克孜族   | 28                 | 23                     | 82.14%                                   | 16                         | 12                             | 12                         | 11                             |
| 土族         | 120                | 91                     | 75.83%                                   | 76                         | 59                             | 44                         | 32                             |
| 达斡尔族     | 449                | 320                    | 71.27%                                   | 203                        | 145                            | 246                        | 175                            |
| 仫佬族       | 102                | 68                     | 66.67%                                   | 44                         | 29                             | 58                         | 39                             |
| 羌族         | 112                | 82                     | 73.21%                                   | 56                         | 44                             | 56                         | 38                             |
| 布朗族       | 21                 | 14                     | 66.67%                                   | 8                          | 5                              | 13                         | 9                              |
| 撒拉族       | 60                 | 53                     | 88.33%                                   | 36                         | 33                             | 24                         | 20                             |
| 毛南族       | 27                 | 20                     | 74.07%                                   | 12                         | 7                              | 15                         | 13                             |
| 仡佬族       | 237                | 189                    | 79.75%                                   | 137                        | 110                            | 100                        | 79                             |
| 锡伯族       | 478                | 273                    | 57.11%                                   | 245                        | 140                            | 233                        | 133                            |
| 阿昌族       | 3                  | 2                      | 66.67%                                   | 1                          | 1                              | 2                          | 1                              |
| 普米族       | 7                  | 6                      | 85.71%                                   | 1                          | 0                              | 6                          | 6                              |
| 塔吉克族     | 3                  | 2                      | 66.67%                                   | 3                          | 2                              | 0                          | 0                              |
| 怒族         | 7                  | 6                      | 85.71%                                   | 1                          | 1                              | 6                          | 5                              |
| 乌孜别克族   | 9                  | 1                      | 11.11%                                   | 4                          | 1                              | 5                          | 0                              |
| 俄罗斯族     | 62                 | 23                     | 37.1%                                    | 28                         | 8                              | 34                         | 15                             |
| 鄂温克族     | 103                | 76                     | 73.79%                                   | 53                         | 34                             | 50                         | 42                             |
| 德昂族       | 1                  | 1                      | 100%                                     | 0                          | 0                              | 1                          | 1                              |
| 保安族       | 2                  | 1                      | 50%                                      | 2                          | 1                              | 0                          | 0                              |
| 裕固族       | 20                 | 12                     | 60%                                      | 8                          | 5                              | 12                         | 7                              |
| 京族         | 7                  | 4                      | 57.14%                                   | 2                          | 1                              | 5                          | 3                              |
| 塔塔尔族     | 3                  | 1                      | 33.33%                                   | 1                          | 0                              | 2                          | 1                              |
| 独龙族       | 1                  | 1                      | 100%                                     | 0                          | 0                              | 1                          | 1                              |
| 鄂伦春族     | 22                 | 16                     | 72.73%                                   | 8                          | 7                              | 14                         | 9                              |
| 赫哲族       | 14                 | 7                      | 50%                                      | 4                          | 2                              | 10                         | 5                              |
| 门巴族       | 7                  | 4                      | 57.14%                                   | 5                          | 3                              | 2                          | 1                              |
| 珞巴族       | 2                  | 1                      | 50%                                      | 0                          | 0                              | 2                          | 1                              |
| 基诺族       | 6                  | 4                      | 66.67%                                   | 1                          | 1                              | 5                          | 3                              |
| 未定族称人口 | 130                | 111                    | 85.38%                                   | 79                         | 68                             | 51                         | 43                             |

截至第七次全国人口普查开展时，昌平区常住人口中有加入中华人民共和国国籍者5人。以性别划分，男性4人，女性1人；以户籍地划分，北京市户籍居民4人，外地来京人员1人。

## 政治与行政

### 主要官员和人大代表情况
| 机关及职位 | · 中国共产党 · 北京市昌平区委员会 · 书记 | 北京市昌平区 人民代表大会常务委员会 主任 | 北京市昌平区 人民政府 区长 | · 中国人民政治协商会议 · 北京市昌平区委员会 · 主席 | 北京市昌平区 监察委员会 主任 |
| ---------- | ---------------------------------------- | ---------------------------------------- | -------------------------- | -------------------------------------------------- | ---------------------------- |
| 姓名       | 甘靖中                                   | 朱光彤                                   | 支现伟                     | 张晓兰（女）                                       | 朱平                         |
| 民族       | 汉族                                     | 汉族                                     | 汉族                       | 汉族                                               | 汉族                         |
| 籍贯       | 黑龙江省佳木斯市                         | 北京市昌平区                             | 河南省长垣市               | 北京市顺义区                                       | 湖北省武汉市                 |
| 出生日期   | 1971年7月（53歲）                        | 1965年10月（59歲）                       | 1975年1月（50歲）          | 1963年10月（61歲）                                 | 1975年10月（49歲）           |
| 就任日期   | 2021年9月                                | 2015年1月                                | 2021年9月                  | 2016年12月                                         | 2020年4月                    |

其他主要官员还包括区人民法院院长周瑞生，区人民检察院检察长李华伟，共青团昌平区委员会书记金峰。
截至2022年12月，北京市昌平区第六届人民代表大会共有284名代表，北京市第十六届人民代表大会昌平区代表团共有35名代表。

### 主要机关和部门驻地
区人大常委会、北京市人大代表昌平联络处位于城北街道政府街21号，中共区党委、区人民政府、政协区委、共青团区委位于城北街道政府街19号，中共区纪委、区监察委员会位于城北街道北环路5号，区人民法院位于城北街道西环路62号，区人民检察院位于城北街道政府街9号。
昌平区科学技术委员会本部位于北七家镇未来科学城东区（除暂不搬迁科室外），技术合同登记处未来城能源谷分部位于北七家镇未来科学城东区未来科创中心、未来城生命谷分部位于史各庄街道未来科学城西区北大医疗产业园；其余区政府部门、市政府派驻昌平机关部门和国家税务总局北京市昌平区税务局本部均位于城北和城南街道。
北京市药品监督管理局（北京市市场监督管理局副局级部门管理机构）第四分局位于城南街道西关环岛西100米路北。
国家知识产权局（国家市场监督管理总局管理的国家局）科学城办公区位于史各庄街道朱辛庄中路；国家知识产权局商标业务昌平受理窗口位于城北街道鼓楼南街31号（区市场监督管理局）一层大厅。

## 经济
2022年，昌平区实现地区生产总值1340.8亿元（人民币，下同）；全年税收收入完成345.7亿元，区级收入102.6亿元；全区居民人均可支配收入58483元，其中城镇居民人均可支配收入63702元；全区居民人均消费支出37389元，其中城镇居民人均消费支出39592元。

### 中关村国家自主创新示范区昌平园

#### 历史沿革
1991年11月9日，北京市人民政府办公厅下发 《关于建立北京市新技术产业开发试验区昌平园区的通知》，批准建立北京市新技术产业开发试验区昌平园区。《通知》划定以昌平卫星城南侧为中心，40平方公里左右的区域为昌平园区的范围。同年，昌平县成立昌平园区办公室。
1992年5月15日，北京市编制委员会办公室批复昌平县人民政府 《关于北京市新技术产业开发试验区昌平园区机构编制问题的请示》，同意昌平县建立北京市新技术产业开发试验区昌平园区，为北京市新技术产业开发试验区的组成部分。7月1日，昌平园区举行建设开工典礼。
1994年4月25日，国家科委（科技部前身）复函北京市人民政府 《关于北京市新技术产业开发试验区调整区域范围的复函》，划定昌平园区5平方公里区域进入国家级开发区。
1999年8月11日，昌平园区更名为 “中关村科技园区昌平园管理委员会”。
2002年4月1日，北京市人民政府发布 《关于调整中关村科技园区政策区域范围的通知》，再度调整昌平园区政策区域范围：东至京密引水渠与九里山交叉处，西至八达岭高速路，南至京密引水渠，北至振兴路，政策区域面积仍为5平方公里。
2006年，昌平园成为第五批通过审核的国家级开发区，总面积增至11.48平方公里，包括昌平园中心区、中关村国家工程技术创新基地、中关村生命科学园及三一光电产业园。
2011年3月3日，中关村国家自主创新示范园北部研发服务和高新技术产业聚集区（昌平部分）规划方案汇报会召开。
2012年10月，国务院批复中关村国家自主创新示范区空间规模和布局调整方案，昌平园政策区范围扩大至51.4平方公里，涉及13个镇街、29个区块。

#### 组成部分

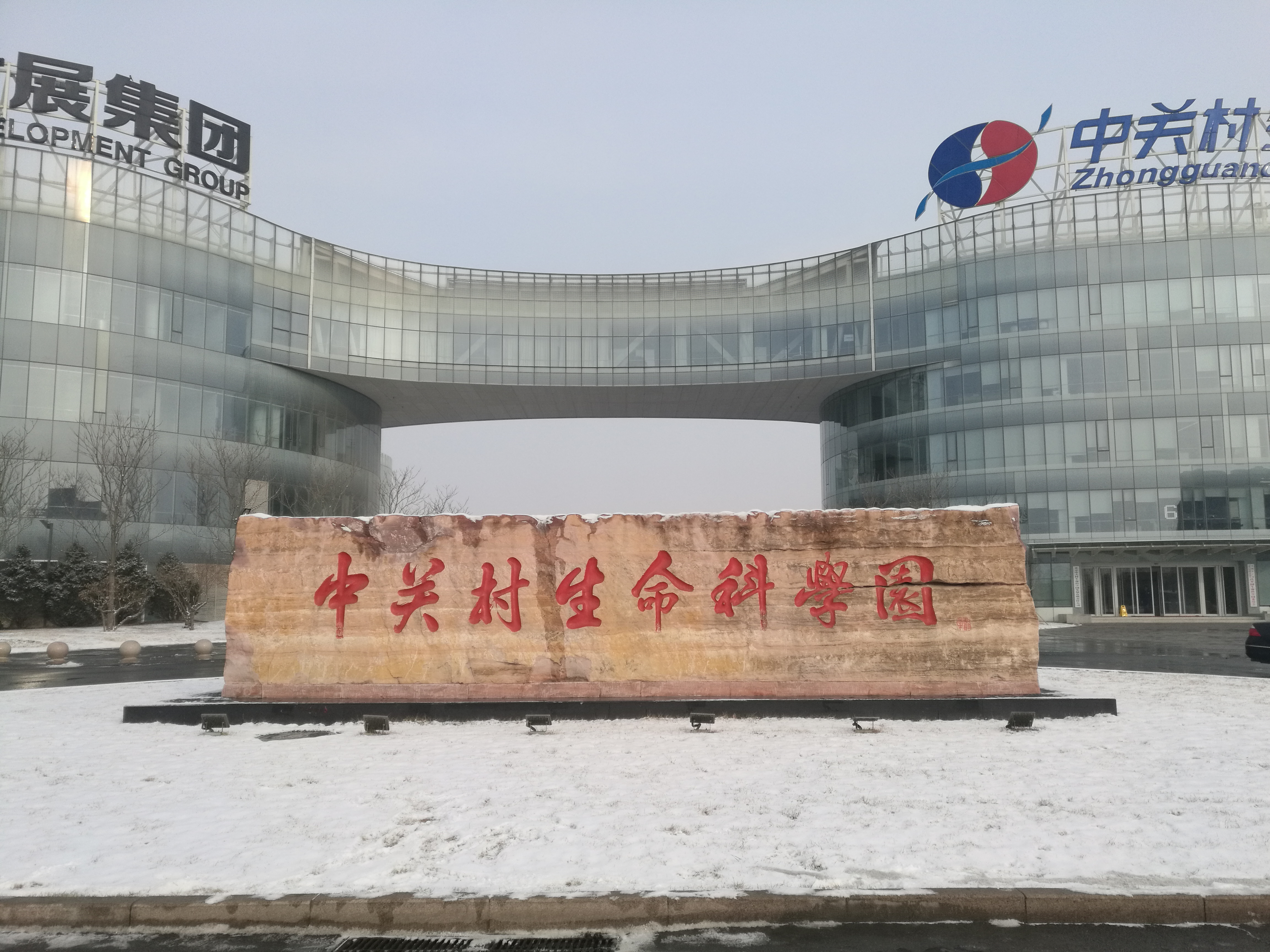
位于史各庄街道地铁生命科学园站旁的中关村生命科学园

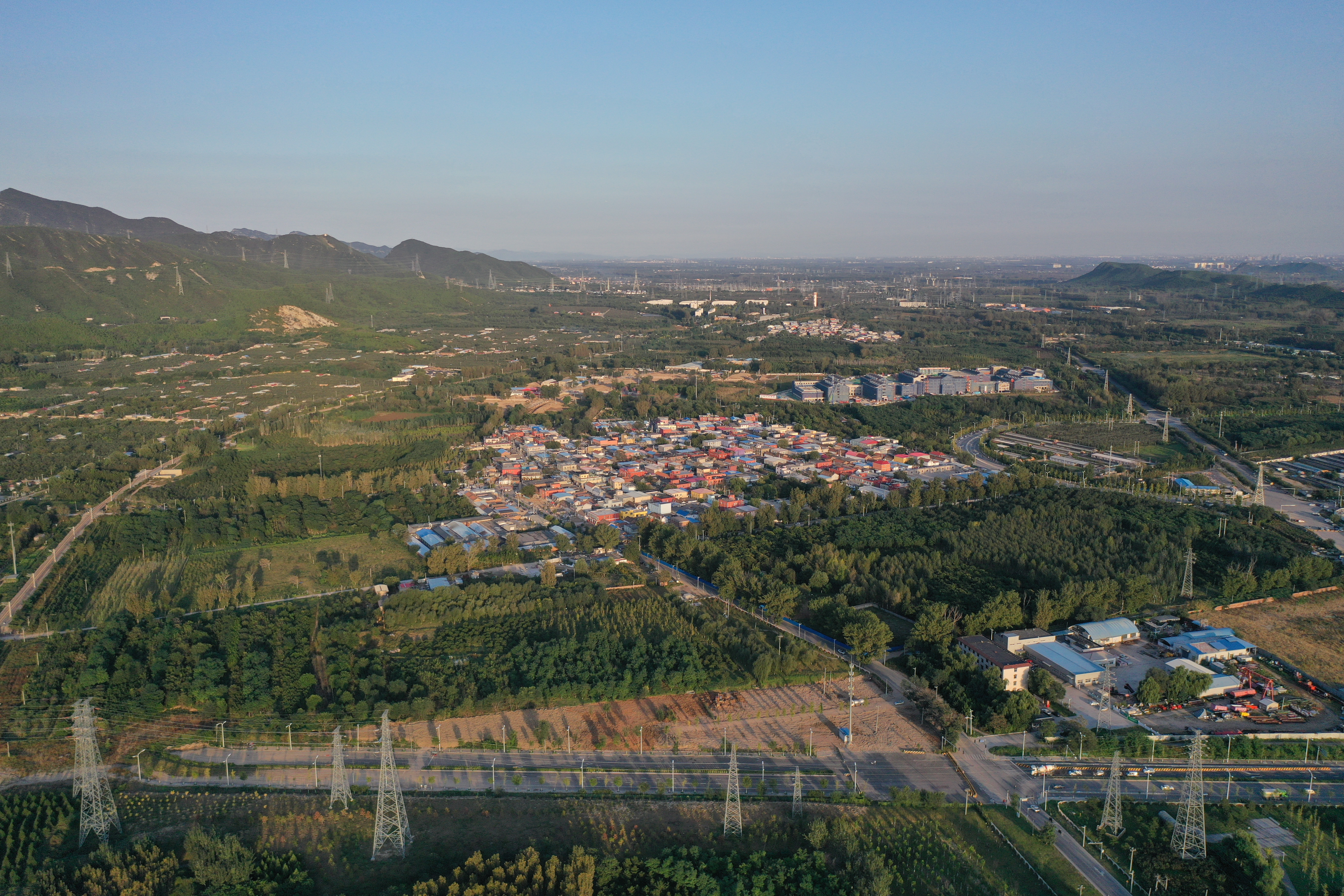
南邵镇营房村及附近

| 乡级行政区 | 区块                                                     |
| ---------- | -------------------------------------------------------- |
| 城北街道   | 昌平园西区                                               |
| 城南街道   | 昌平园西区                                               |
| 史各庄街道 | 生命科学园（昌平国家实验室） 三一产业园 国际信息产业基地 |
| 南口地区   | 南口工业园                                               |
| 马池口地区 | 马池口工业园                                             |
| 沙河地区   | 创新基地 北汽福田 巩华城 大学科技园                      |
| 流村镇     | 流村镇工业园                                             |
| 阳坊镇     | 阳坊工业区                                               |
| 南邵镇     | 昌平园东区（待建）                                       |
| 百善镇     | 百善创新产业基地                                         |
| 兴寿镇     | 兴寿镇工业园                                             |
| 小汤山镇   | 小汤山工业园（市级开发区） 小汤山农业园                  |
| 北七家镇   | 北七家工业园 未来科学城 宏福科技园                       |

#### 园区经济数据
2021年，昌平园全年投产（开工）企业共计2461个，注册资本33.67723亿元，外商实际投资346.2万美元。全年工业总产值1090.1亿元，总收入5382.7亿元，应缴税金总额168.1亿元。

### 中国（北京）自由贸易试验区科技创新片区昌平组团
中国（北京）自由贸易试验区科技创新片区总面积共31.85平方公里，昌平组团包括北京生命科学园周边可利用产业空间10.26平方公里（新建或更新用地面积3.11平方公里）。
其中，生命科学园部分占地面积4.85平方公里（新建或更新用地面积1.36平方公里）、朱辛庄部分占地面积2.7平方公里（新建或更新用地面积1.12平方公里）、巩华城部分占地面积2.2平方公里（新建或更新用地面积0.63平方公里）。
2020年9月27日，昌平区人民政府在史各庄街道中关村生命科学园泰康商学院举办中国（北京）自由贸易试验区科技创新片区挂牌仪式。

### 金融

#### 银行业
2022年，昌平区各主要金融机构各项人民币存贷款余额为5270.1亿元，同比增长13.5%。
从存贷款类型上看，主要金融机构各项人民币存款余额3919.5亿元，同比增长12.1%；其中居民储蓄余额2254.1亿元，同比增长22.3%，占各项人民币存款余额的57.5%；单位存款余额1126.6亿元，同比下降0.5%，占各项人民币存款余额的28.7%。主要金融机构各项人民币贷款余额1350.6亿元，同比增长17.7%。

##### 银行业金融机构
中国农业发展银行（中国国家农业政策性银行）北京市昌平区支行位于城北街道北环路4号。
| 银行类型       | 银行名称             | 乡级行政区/覆盖范围                                                                                                | 营业网点数量 |
| -------------- | -------------------- | --- | ------------ |
| 大型商业银行   | 中国银行             | 城北街道、城南街道、沙河地区、北七家镇、龙泽园街道、回龙观街道、天通苑南街道                                       | 10           |
| 大型商业银行   | 中国农业银行         | 城北街道、城南街道、南口地区、马池口地区、沙河地区、小汤山镇、北七家镇、龙泽园街道、回龙观街道、天通苑南街道       | 18           |
| 大型商业银行   | 中国工商银行         | 城北街道、城南街道、南口地区、沙河地区、小汤山镇、阳坊镇、北七家镇、龙泽园街道、回龙观街道、霍营街道、天通苑南街道 | 17           |
| 大型商业银行   | 中国建设银行         | 城北街道、沙河地区、小汤山镇、北七家镇、史各庄街道、龙泽园街道、回龙观街道、天通苑北街道、天通苑南街道             | 17           |
| 大型商业银行   | 交通银行             | 史各庄街道、龙泽园街道、回龙观街道                                                                                 | 3            |
| 大型商业银行   | 中国邮政储蓄银行     | 昌平区（除马池口地区与马池口村、史各庄街道、崔村镇、流村镇、延寿镇外）                                             | 39           |
| 股份制商业银行 | 中信银行             | 龙泽园街道 | 1            |
| 股份制商业银行 | 华夏银行             | 城北街道、天通苑北街道                                                                                             | 2            |
| 股份制商业银行 | 中国民生银行         | 城北街道、城南街道、霍营街道、北七家镇、天通苑北街道、天通苑南街道                                                 | 6            |
| 股份制商业银行 | 招商银行             | 城北街道、史各庄街道、龙泽园街道、天通苑北街道                                                                     | 5            |
| 股份制商业银行 | 兴业银行             | 城北街道、回龙观街道                                                                                               | 2            |
| 股份制商业银行 | 广发银行             | 天通苑北街道 | 1            |
| 股份制商业银行 | 浦发银行             | 城北街道、龙泽园街道、回龙观街道、天通苑南街道                                                                     | 6            |
| 股份制商业银行 | 浙商银行             | 天通苑北街道 | 1            |
| 股份制商业银行 | 渤海银行             | 天通苑南街道 | 1            |
| 城市商业银行   | 北京银行             | 城北街道、城南街道、北七家镇、龙泽园街道、回龙观街道、天通苑南街道                                                 | 8            |
| 城市商业银行   | 天津银行             | 城南街道 | 1            |
| 城市商业银行   | 杭州银行             | 城北街道 | 1            |
| 城市商业银行   | 宁波银行             | 城北街道 | 1            |
| 农村商业银行   | 北京农商银行         | 昌平区全境 | 48           |
| 村镇银行       | 北京昌平发展村镇银行 | 城南街道、龙泽园街道、北七家镇、天通苑北街道                                                                       | 4            |

#### 金融效益
2022年，在昌平纳统的金融业企业资产为11084.9亿元，同比增长1.8%；实现营业收入488.6亿元，实现利润286.1亿元。

### 区属国有企业
截至2022年7月，昌平区共有以下12家区属国有企业（不含子公司、二级单位等），由北京市昌平区人民政府国有资产监督管理委员会负责监管。
- 北京昌鑫建设投资有限公司[62]
- 北京宏达兴投资管理有限公司[63]
- 北京市昌平房地产开发有限责任公司[64]
- 北京市皇城粮油有限责任公司[65]
- 北京铭嘉房地产开发有限公司[66]
- 北京市昌平保障房建设投资管理有限公司[67]
- 北京昌平文化旅游发展集团有限责任公司[68]
- 北京未来科学城发展集团有限公司[69]（惠誉评级BBB[70][71]）
- 北京昌平科技园发展有限公司[72]
- 北京兴昌高科技发展有限公司[73]
- 北京市昌平区供销合作联合社[74]（同时受北京市供销合作总社领导）
- 北京昌平市政控股集团有限公司[61]

### 农业
2022年，昌平区全年完成农林牧渔业总产值15.8亿元，同比下降13.6%；其中，农业产值完成6.6亿元，比2021年上涨15.4%。
草莓
草莓是昌平地区（尤其是兴寿镇）的特色农业产业，昌平草莓已获得中国地理标志产品保护。昌平区位于国际公认的草莓最佳生产带，生产条件优越，产品质量突出，在周边省区享有盛誉，并远销香港、新加坡等地。依托于草莓，昌平还多次承办各种相关活动，如中国草莓文化节、世界草莓大会、全国草莓大会、北京农业嘉年华、中国草莓高峰论坛等。
苹果
苹果也是昌平的特色农业产业，尤以崔村镇为盛。昌平苹果同样获得中国地理标志产品保护，同时，昌平也是“国家苹果标准化示范区”。

## 教育

### 学历教育

#### 高中教育
2022年，昌平区普通高中招生3043人，在校生7588人，毕业生2012人；职业高中招生1061人，在校生3150人，毕业生595人。
| 乡级行政区   | 北京市示范性普通高中（第三批）                                                                                  | 北京市教委“优质高中校额到校”招生计划入选校                                                                      | 一般公立普通高中                                          | 具有高中招生资格的民办非盈利学校                                          | 职业高中学校       |
| ------------ | --- | --- | --------------------------------------------------------- | ------------------------------------------------------------------------- | ------------------ |
| 城北街道     | 北京昌平一中教育集团本部（原北京市昌平区第一中学） 北京昌平二中教育集团本部（原北京市昌平区第二中学政府街校区） | 北京昌平一中教育集团本部（原北京市昌平区第一中学） 北京昌平二中教育集团本部（原北京市昌平区第二中学政府街校区） | 中国政法大学附属学校（北京市昌平区前锋学校）              |                                                                           |                    |
| 城北街道     | 北京市昌平区实验学校                                                                                            | | 中国政法大学附属学校（北京市昌平区前锋学校）              |                                                                           |                    |
| 城南街道     | | |                                                           | 北京市私立汇佳学校                                                        |                    |
| 南邵镇       | | | 清华大学附属中学昌平学校                                  |                                                                           |                    |
| 天通苑北街道 | | | 中央民族大学附属中学昌平学校                              |                                                                           |                    |
| 龙泽园街道   | 北京昌平二中教育集团回龙观校区（原北京市昌平区第二中学回龙观校区）                                              | 北京昌平二中教育集团回龙观校区（原北京市昌平区第二中学回龙观校区）                                              |                                                           |                                                                           |                    |
| 龙泽园街道   | 首都师范大学附属回龙观育新教育集团本部 （首都师范大学附属回龙观育新学校）                                       | |                                                           |                                                                           |                    |
| 回龙观街道   | | | 北京市第一六一中学回龙观学校                              |                                                                           | 北京少林武术学校   |
| 南口地区     | | | 北京市第十五中学南口学校                                  | 北京市昌平区佳莲学校 （北京四中国际课程佳莲校区）                         |                    |
| 沙河地区     | | | 北京师范大学昌平附属学校                                  |                                                                           | 北京市昌平职业学校 |
| 东小口地区   | | | 北京师范大学第二附属中学未来科技城学校                    |                                                                           |                    |
| 马池口地区   | | |                                                           | 北京市昌平区新东方双语学校 北京市昌平区新学道临川学校                     |                    |
| 北七家镇     | | | 首都师范大学附属中学昌平学校 （原北京市昌平区北七家中学） | 北京师范大学亚太实验学校 北京市未来城学校 北京王府学校 北京王府外国语学校 |                    |
| 崔村镇       | | |                                                           | 北京昌平凯博外国语学校                                                    |                    |
| 十三陵镇     | | |                                                           | 北京市昌平区东方红学校                                                    |                    |

#### 高等教育

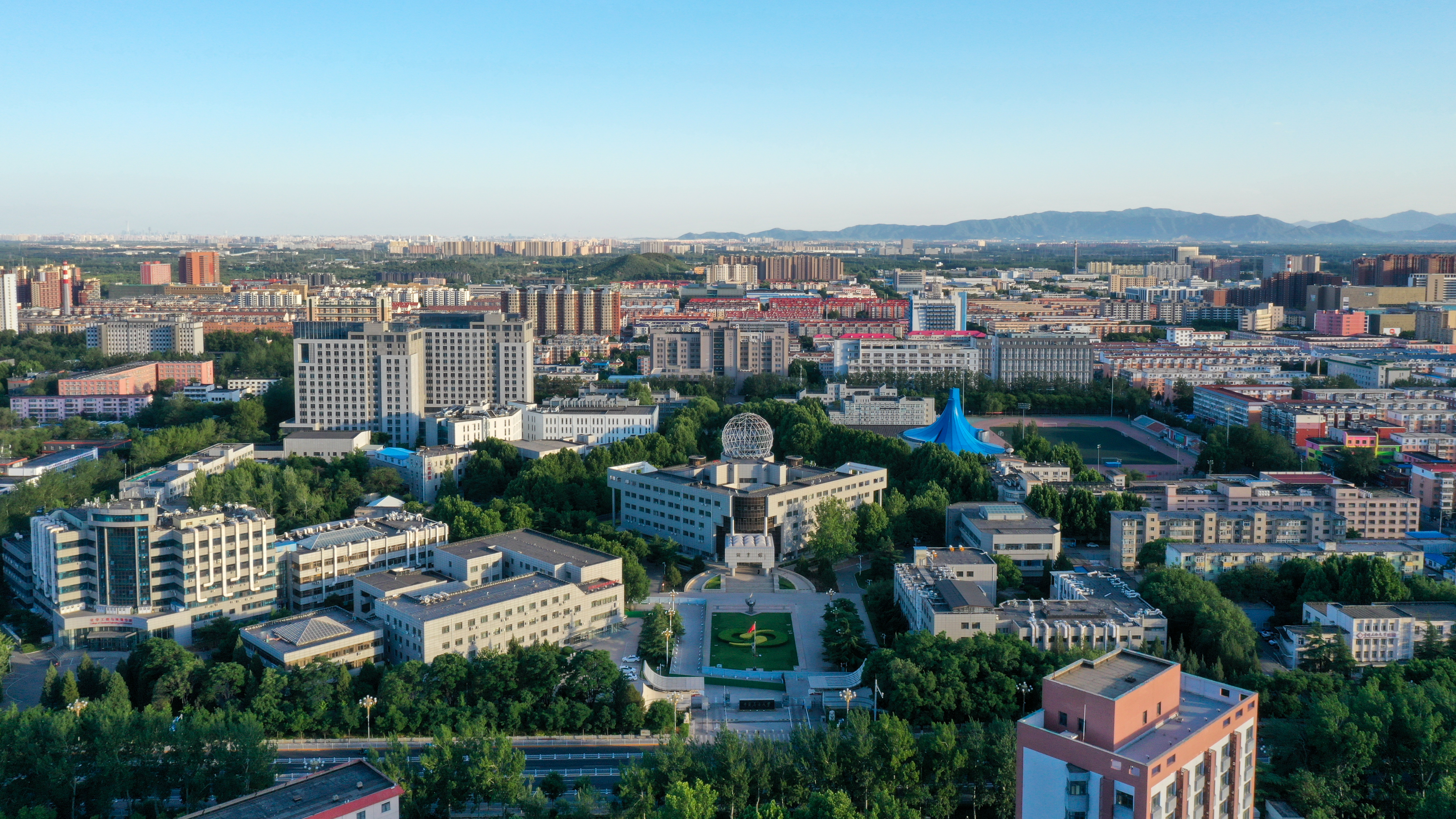
中国石油大学（北京）本部

昌平区在高等教育方面的优势较为突出，自1985年中国政法大学本科生院入驻昌平开始，特别是随着2009年9月沙河高教园区的启用，区域内形成了多片高校聚集区，云集多个中央驻京高校和北京市属高校。
2022年，昌平区境内共坐落有41所高校，其中34所为普通高校。
普通高校中，大专在校生7686人，毕业生2107人；大学本科在校生88006人，毕业生15307人；硕士研究生在校生27594人，毕业生7523人；博士研究生在校生8098人，毕业生1974人。
| 乡级行政区 | 部属本科院校 | 市属本科院校       | 军队、公检法院校                                                                  | 专科和民办院校                                                 |
| ---------- | --- | ------------------ | --------------------------------------------------------------------------------- | -------------------------------------------------------------- |
| 城北街道   | 中国石油大学（北京） 中国政法大学昌平校区 |                    | 中国人民解放军国防大学国际防务学院 中国人民解放军战略支援部队航天工程大学昌平校区 | 北京市新媒体技师学院昌平校区                                   |
| 城南街道   | |                    |                                                                                   | 北京交通职业技术学院 北京汇佳职业学院                          |
| 霍营街道   | |                    |                                                                                   | 北京应用技术大学                                               |
| 史各庄街道 | 华北电力大学 | 北京农学院         |                                                                                   |                                                                |
| 回龙观街道 | |                    |                                                                                   | 北京农业职业学院机电工程学院                                   |
| 南口地区   | 清华大学核能与新能源技术研究院昌平基地 清华大学昌平科研基地（在建） 北京化工大学北校区（二期在建） |                    | 中国消防救援学院 北京警察学院                                                     | 北京劳动保障职业学院北校区 北京工商管理专修学院                |
| 沙河地区   | 中央财经大学沙河校区 外交学院沙河校区 北京师范大学昌平校区（部分在建） 北京邮电大学沙河校区 北京航空航天大学沙河校区 中国矿业大学（北京）沙河校区 北京科技大学昌平创新园区（国家材料服役安全科学中心） 北京信息科技大学新校区 华北电力大学沙河院区（租用北京科技职业学院校舍） |                    | 中国人民解放军战略支援部队航天工程大学沙河校区 国家检察官学院沙河校区             | 北京科技经营管理学院沙河校区 北京科技职业学院 北京国际商务学院 |
| 马池口地区 | 北京大学昌平新校区马池口校园 |                    |                                                                                   |                                                                |
| 阳坊镇     | |                    | 中国人民解放军陆军防化学院                                                        |                                                                |
| 北七家镇   | 北京邮电大学宏福校区 中央戏剧学院昌平校区 中华女子学院北校区 |                    |                                                                                   | 北京翻译研修学院                                               |
| 小汤山镇   | | 北京服装学院北校区 | 中国人民武装警察部队特种警察学院                                                  |                                                                |
| 十三陵镇   | 北京大学昌平新校区200号校园（暂不用于北大本校办学） |                    |                                                                                   |                                                                |
| 崔村镇     | |                    |                                                                                   | 北京新亚研修学院                                               |

### 教育改革政策

#### 中小学集团化和义务教育阶段学区化办学
2019年8月27日，昌平区召开学区制管理、集团化办学改革工作启动会，首次在区内入学紧张地区和教育资源丰富地区成立学区，开展学区化管理改革试点；并尝试成立教育集团。
至2020年5月，昌平区已成立天通苑学区、回龙观东学区、回龙观西学区、南口学区4个学区，并成立首师大回龙观育新教育集团、北师大昌平教育集团、北京昌平一中教育集团、北京昌平二中教育集团4个教育集团。
2022年1月7日，昌平区召开教育系统领导干部会，宣布实现全区所有公办中小学校学区制管理全覆盖。
| 学区名称       | 覆盖范围（大致）                                                    | 学区成员校 |
| -------------- | ------------------------------------------------------------------- | --- |
| 天通苑学区     | 天通苑北街道、天通苑南街道、东小口地区全境                          | 北京昌平一中教育集团天通苑校区 北京昌平一中教育集团中滩校区 北京市昌平区天通苑学校 天通苑小学 清华大学附属小学昌平学校 天通苑小学东小口学校 |
| 回龙观东学区   | 霍营街道、龙泽园街道全境 回龙观街道、史各庄街道京藏高速公路以东地区 | 北京昌平二中教育集团回龙观校区 北京昌平二中教育集团昌平第二实验小学 北京市昌平区霍营中心小学 北京农学院附属小学 首都师范大学附属回龙观育新教育集团本部 首都师范大学附属回龙观育新教育集团华电附中 首都师范大学附属回龙观育新教育集团华电附小 清华大学附属中学昌平学校悦府校区小学部 中国人民大学附属中学昌平学校 北京市昌平区育新科星路小学 北京一零一中学昌平实验学校 北京一零一中学未来科学城学校 |
| 回龙观西学区   | 回龙观街道、史各庄街道京藏高速公路以西地区                          | 北京一六一中学回龙观学校 北京育翔小学回龙观学校 北京市昌平区回龙观中心小学 北京市昌平区史各庄中心小学 首都师范大学附属回龙观幼儿园 北京市棉花胡同幼儿园回龙观园 北京市第六幼儿园回龙观园 |
| 南口学区       | 南口地区、流村镇全境                                                | 北京市第十五中学南口学校 北京市昌平区流村中学 北京市昌平区桃洼学校 北京市昌平区南口学校 北京市昌平区南口镇小学 北京市昌平区南口中心小学 北京市昌平区南口铁道北小学 北京市昌平区南口职业学校（小学） 北京市昌平区流村小学 北京市昌平区特殊儿童教育学校 |
| 未来城学区     | 北七家镇、小汤山镇全境                                              | 北京师范大学第二附属中学未来科技城学校 首都师范大学附属中学昌平学校 北京十一未来城学校 北京市昌平区燕丹学校 北京市昌平区西府冠华学校 北京师范大学实验小学未来科技城学校 北京市昌平区北七家中心小学 北京市昌平区平西府中心小学 北京市昌平第三实验小学 黄城根小学昌平学校 北京市海淀区中关村第三小学昌平学校 |
| 高教园学区     | 沙河地区、百善镇全境                                                | 北京师范大学昌平附属学校 首都师范大学附属回龙观育新教育集团沙河中学 北京市昌平区百善学校 北京市昌平区巩华学校 北京航空航天大学附属小学昌平学校 北京市昌平第四实验小学 北京市昌平区巩华中心小学 北京市昌平区沙河中心小学 北京市昌平区七里渠中心小学 |
| 小汤山兴寿学区 | 兴寿镇、小汤山镇全境                                                | 北京市昌平区小汤山中学 北京市昌平区大东流中学 北京市昌平区兴寿学校 北京市昌平区上苑学校 北京市昌平区小汤山中心小学 北京市昌平区大东流中心小学 |
| 昌平新城学区   | 南邵镇、崔村镇全境                                                  | 清华大学附属中学昌平学校 中国石油大学附属中学南邵中学（北京市昌平区第五学校南邵中学） 中国石油大学附属小学南邵学校（北京市昌平区昌盛园小学南邵学校） 北京市昌平区崔村中学 北京市昌平区崔村中心小学 |
| 马池口阳坊学区 | 马池口镇、阳坊镇全境                                                | 北京市昌平区马池口中学 北京市昌平区亭自庄学校 北京市昌平区阳坊学校 北京市昌平区二一学校 北京市昌平区马池口中心小学 北京市昌平区西贯市回民小学 |
| 十三陵学区     | 十三陵镇、延寿镇全境                                                | 北京市昌平区十三陵中学 北京市昌平区十三陵中心小学 北京市昌平区长陵学校 北京市昌平区黑山寨学校 北京市昌平区下庄学校 |
| 昌平城区学区   | 城北街道、城南街道全境                                              | 北京昌平二中教育集团本部 北京昌平一中教育集团本部 北京昌平一中教育集团西关校区 中国政法大学附属学校（北京市昌平区前锋学校） 北京市昌平区实验学校（含永安路校区） 中国石油大学附属中学（北京市昌平区第五学校） 北京昌平二中教育集团西环路学校 北京市昌平区城北小学教育集团城北中心六街小学 北京市昌平区城北小学教育集团城北中心三街小学 北京市昌平区城北小学教育集团城北中心西关小学 北京市昌平区城北小学教育集团城北中心东关小学 北京市昌平区城关小学 中国石油大学附属小学（北京市昌平区昌盛园小学） 北京市昌平区二毛学校 北京市昌平区城北小学教育集团城南中心小学 北京市昌平区城北小学教育集团城南中心旧县小学 北京市昌平区城北小学教育集团城南中心邓庄小学 |

| 教育集团名称                       | 简称                     | 集团所属校区和学校 |
| ---------------------------------- | ------------------------ | --- |
| 北京市昌平区第一中学教育集团       | 北京昌平一中教育集团     | 北京昌平一中教育集团本部 北京昌平一中教育集团天通苑校区 北京昌平一中教育集团西关校区 北京昌平一中教育集团中滩校区                                                                                      |
| 北京市昌平区第二中学教育集团       | 北京昌平二中教育集团     | 北京昌平二中教育集团本部 北京昌平二中教育集团回龙观校区 北京昌平二中教育集团西环路学校（原昌平六中） 北京昌平二中教育集团昌平第二实验小学                                                              |
| 北京师范大学昌平基础教育集团       | 北师大昌平教育集团       | 北京师范大学第二附属中学未来科技城学校 北京师范大学实验小学未来科技城学校 北京师范大学昌平附属学校 |
| 首都师范大学附属回龙观育新教育集团 | 首师大回龙观育新教育集团 | 首都师范大学附属回龙观育新教育集团本部 首都师范大学附属回龙观育新教育集团沙河中学 首都师范大学附属回龙观育新教育集团华电附中 首都师范大学附属回龙观育新教育集团华电附小 北京市昌平区育新科星路小学     |
| 北京市昌平区城北小学教育集团       | 城北小学教育集团         | 北京市昌平区城北中心六街小学 北京市昌平区城北中心三街小学 北京市昌平区城北中心西关小学 北京市昌平区城北中心东关小学 北京市昌平区城南中心小学 北京市昌平区城南中心旧县小学 北京市昌平区城南中心邓庄小学 |

#### “回天有我”手拉手计划
为落实北京市人民政府《优化提升回龙观天通苑地区公共服务和基础设施三年行动计划（2018-2020年）》相关要求，经北京市教育委员会牵头，昌平区回龙观、天通苑地区11所学校和10所幼儿园于2018年9月14日与中心城区优质学校和园所确立了手拉手关系，共同促进“回天”地区教育优质均衡发展。
| 乡级行政区   | 学校/幼儿园类型              | 学校/幼儿园名称                        | 对接城区学校/幼儿园        | 对接校/园所属区 |
| ------------ | ---------------------------- | -------------------------------------- | -------------------------- | --------------- |
| 天通苑北街道 | 九年一贯制                   | 北京市昌平区天通苑学校                 | 北京育才学校               | 西城区          |
| 天通苑北街道 | 民办普惠幼儿园（待认定级类） | 东方剑桥天通中苑幼儿园                 | 中国人民大学朝阳幼儿园     | 朝阳区          |
| 天通苑南街道 | 教办幼儿园（新建）           | 北京市昌平区天通苑南街道中心幼儿园     | 东华门幼儿园               | 东城区          |
| 天通苑南街道 | 民办普惠幼儿园（待认定级类） | 北京春天双语幼儿园                     | 惠新里幼儿园北苑分园       | 朝阳区          |
| 天通苑南街道 | 小学                         | 天通苑小学                             | 中关村第二小学             | 海淀区          |
| 东小口地区   | 小学                         | 北京市昌平区东小口中心小学             | 北京石油学院附属小学       | 海淀区          |
| 东小口地区   | 小学                         | 清华大学附属小学昌平学校               | 清华大学附属小学           | 海淀区          |
| 东小口地区   | 民办普惠幼儿园（一级一类）   | 北京市二十一世纪实验幼儿园顶秀园       | 清友实验幼儿园             | 朝阳区          |
| 回龙观街道   | 小学                         | 北京育翔小学回龙观学校                 | 北京市西城区育翔小学       | 西城区          |
| 回龙观街道   | 小学                         | 北京市昌平区回龙观中心小学             | 北京第一实验小学           | 西城区          |
| 回龙观街道   | 教办幼儿园（新建）           | 北京市棉花胡同幼儿园回龙观园           | 西城区棉花胡同幼儿园       | 西城区          |
| 回龙观街道   | 教办幼儿园（新建）           | 北京市第六幼儿园回龙观园               | 北京市第六幼儿园           | 西城区          |
| 回龙观街道   | 教办幼儿园（新建）           | 首都师范大学附属回龙观幼儿园           | 北京市丰台第一幼儿园       | 丰台区          |
| 龙泽园街道   | 十二年一贯制                 | 首都师范大学附属回龙观育新教育集团本部 | 首都师范大学附属育新学校   | 海淀区          |
| 龙泽园街道   | 小学                         | 清华大学附属中学昌平学校悦府校区小学部 | 清华大学附属中学           | 海淀区          |
| 龙泽园街道   | 小学                         | 昌平二中教育集团昌平第二实验小学       | 北京市海淀区万泉小学       | 海淀区          |
| 龙泽园街道   | 民办普惠幼儿园（一级一类）   | 北京昌平天一宝贝幼儿园                 | 北京明天幼稚集团第一幼儿园 | 海淀区          |
| 龙泽园街道   | 民办普惠幼儿园（一级二类）   | 北京市昌平区童学园幼儿园               | 北京市海淀区恩济里幼儿园   | 海淀区          |
| 史各庄街道   | 小学                         | 北京市昌平区史各庄中心小学             | 北京市西城区中古友谊小学   | 西城区          |
| 史各庄街道   | 教办幼儿园（新建）           | 华北电力大学幼儿园                     | 北京市第一幼儿园           | 西城区          |
| 霍营街道     | 小学                         | 北京市昌平区霍营中心小学               | 北京市西城区三里河第三小学 | 西城区          |

## 文化和旅游事业

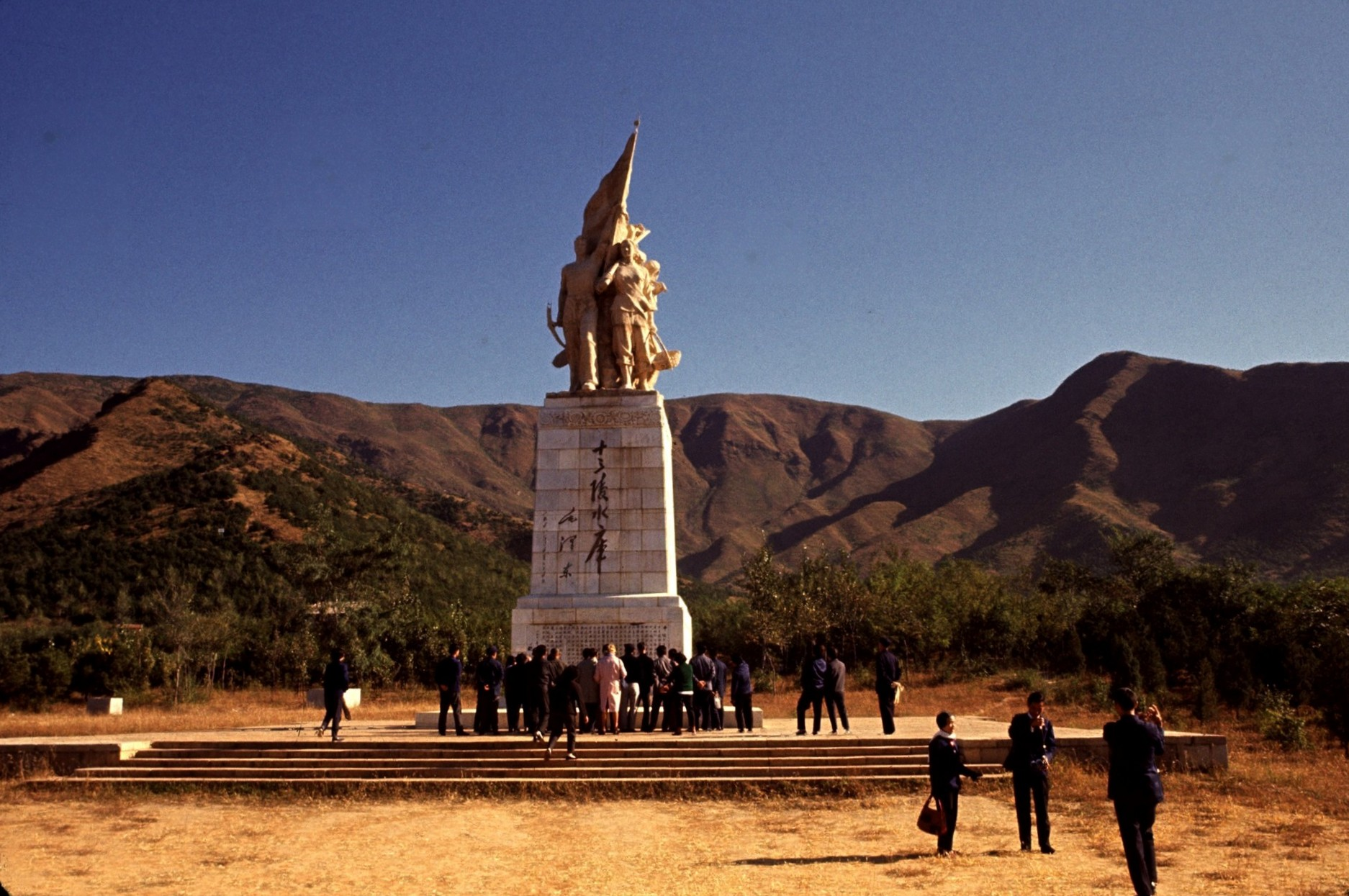
位于十三陵镇的十三陵水库纪念碑，该碑是中国唯一一座由毛泽东、刘少奇、周恩来、朱德四位中共第一代中央领导集体成员予以题字的纪念碑

昌平区建置始于西汉，历史悠久，是唯一与《北京城市总体规划（2016-2035）》中所规划的“长城文化带”、“西山永定河文化带”和“大运河文化带”均有关系的市辖区，文化和旅游资源众多。
2022年，全区共有公共图书馆1个（分馆25个），总藏量110万册（件）。全区拥有全国重点文物保护单位6处，市级文物保护单位5处，区级文物保护单位69处。
昌平区图书馆已加入北京市公共图书馆网络，可与北京全市任何公共图书馆（除国家图书馆外）实现“一卡通”和“通借通还”。

### 文化传播

#### 国家级文化机构
中国国家版本馆（中央总馆，兴寿镇文瀚路1号）

#### 公众服务（区级公办）
北京市昌平区文化馆
北京市昌平区图书馆博物馆（含25个昌平区图书馆分馆）
北京市新华书店昌平区店

#### 区域性传媒机构
北京市昌平区融媒体中心主办：昌平广播电视台（昌平电视台、北京昌平广播电视网、昌平人民广播电台），《昌平报》（纸质报刊、电子报、微博账号），“北京昌平”新媒体（APP、微信公众号、微博账号），微信公众号“昌平圈”。
中共北京市昌平区委政法委员会主办：《新观察》报及其微信公众号、微博账号
北京市昌平区科学技术协会主办：昌平科普惠民网
北京青年报社主办：《北青社区报》（昌平版、回龙观版、天通苑版）

### 旅游观光
昌平区为国家全域旅游示范区，境内旅游资源以人文历史古迹和自然环境风貌为主。

#### 文物古迹
| 乡级行政区 | 世界文化遗产             | 全国重点文物保护单位         | 北京市文物保护单位           | 北京市昌平区文物保护单位 |
| ---------- | ------------------------ | ---------------------------- | ---------------------------- | ------------------------ |
| 跨行政区域 | 长城                     | 长城                         | 长城                         | 长城                     |
| 跨行政区域 | 京张铁路南口段至八达岭段 |                              |                              |                          |
| 十三陵镇   | 明十三陵                 | 明十三陵                     | 明十三陵                     |                          |
| 十三陵镇   |                          | 十三陵水库纪念碑             |                              |                          |
| 延寿镇     |                          | 银山塔林                     | 银山塔林                     |                          |
| 城南街道   |                          | 白浮泉遗址——九龙池、都龙王庙 | 白浮泉遗址——九龙池、都龙王庙 |                          |
| 南口地区   |                          | 居庸关云台                   |                              |                          |
| 南口地区   |                          | 和平寺                       |                              |                          |
| 沙河地区   |                          |                              | 朝宗桥                       |                          |
| 沙河地区   |                          | 巩华城                       |                              |                          |

#### 部分知名景点
中国航空博物馆（小汤山镇，国家AAAA级旅游景区）
坦克博物馆（阳坊镇）
蟒山国家森林公园（城北街道、南邵镇、崔村镇、兴寿镇、十三陵镇、延寿镇）
碓臼峪自然风景区（十三陵镇）
虎峪自然风景区（南口地区）
北京草莓博览园（兴寿镇，北京农业嘉年华永久举办地）
乐多港假日广场（南口地区，国家AAAA级旅游景区）
中国北方国际射击场（南口地区）
温都水城（北七家镇，国家AAAA级旅游景区）
华彬庄园

## 体育

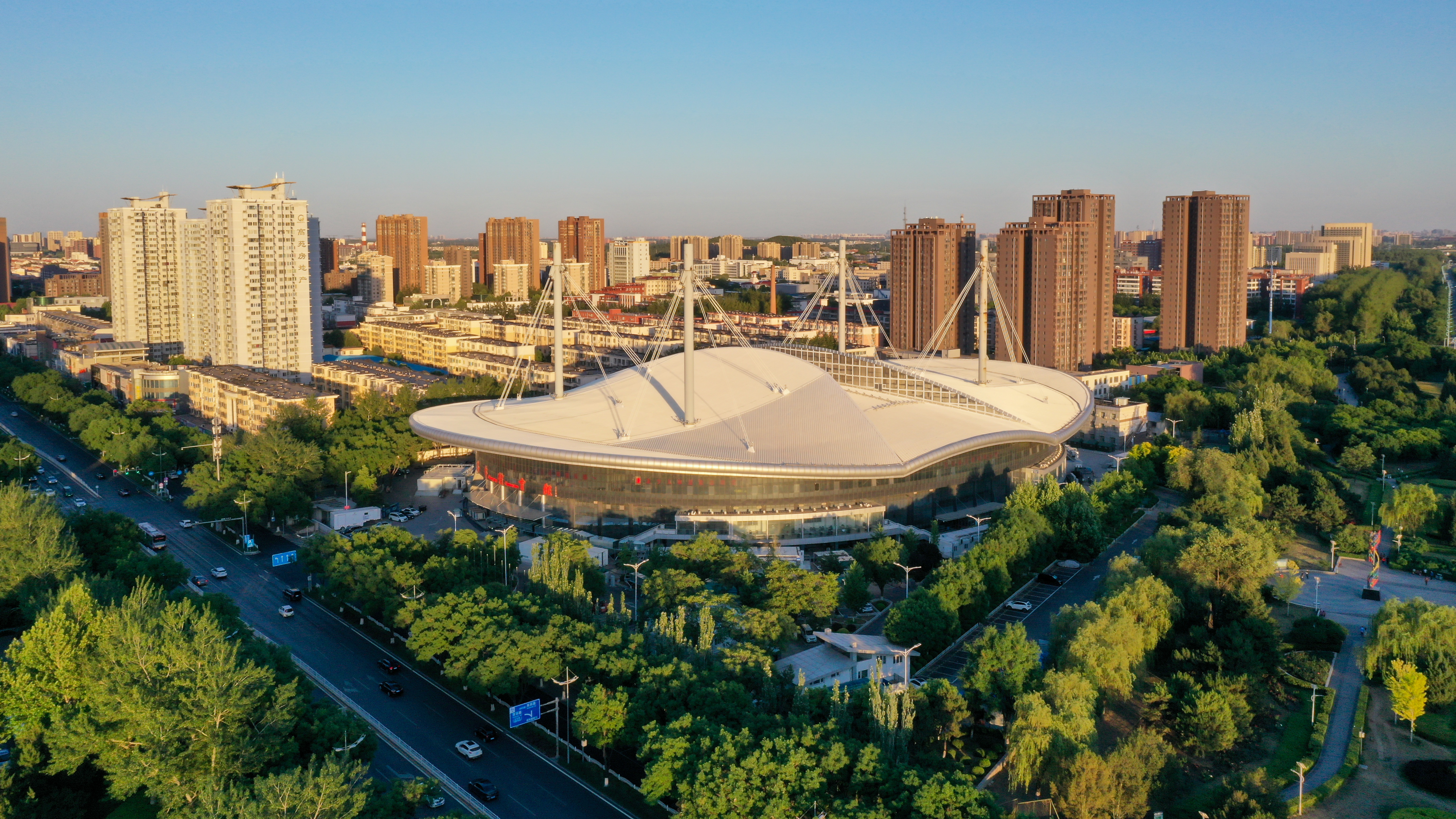
位于城北街道南环西路的昌平体育馆，由曾作为1990年北京亚运会场地自行车比赛地的昌平自行车赛场改造重建而来

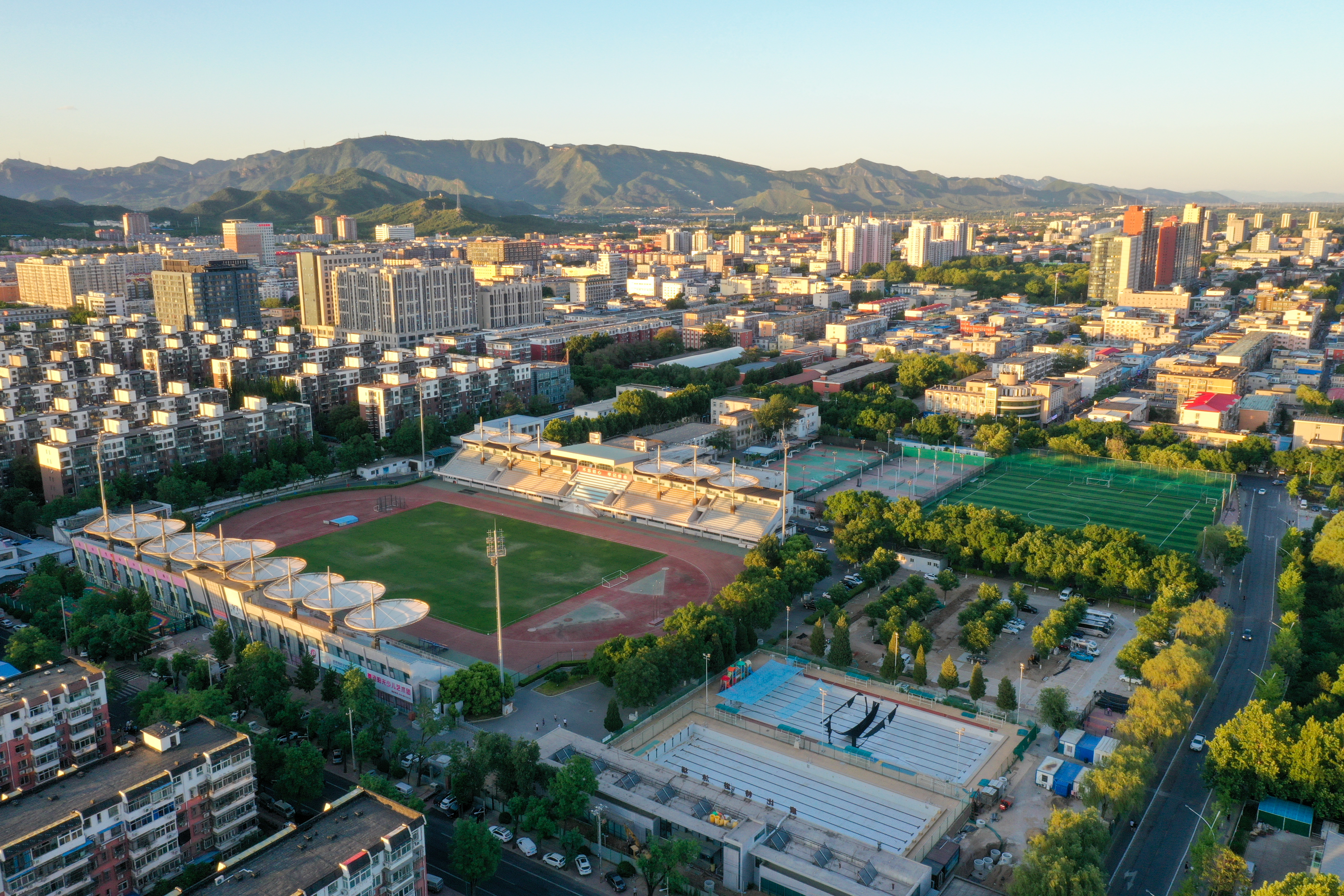
昌平区体育活动中心（北京市昌平区体育局）

2022年，昌平区运动员共获得北京市级比赛奖牌157枚，比2020年增加131枚。其中金牌36枚，银牌58枚，铜牌63枚。

### 自行车
自行车运动在昌平具有一定的传统。二十世纪八九十年代中国的顶尖车手、六获亚洲冠军的汤学忠就出生在流村镇的老峪沟村。北京自行车队退役运动员王海利来自百善镇，他是为中国夺得首枚自行车奥运金牌的钟天使的启蒙教练。
昌平自行车赛场是为1990年北京亚运会场地自行车比赛兴建的场馆，于2008年北京奥运会前被改造为昌平体育馆。昌平也是多项重要的公路自行车賽事的赛场，如1990年北京亚运会、2008年北京奥运会和环北京自行车赛。
自行车运动在昌平也具有一定群众基础。昌平在1984年9月即成立了自行车运动学校。同年，昌平的杨桂林开始自费举办家庭自行车赛。该比赛已成为中国大陆举办届数最多、参与人数最多的群众性自行车赛事，汤学忠、王海利都曾多次参加。2016年，该项赛事经中国自行车运动协会批准，成为当时全国唯一的非竞技类国家级全民健身自行车赛事品牌。

## 交通

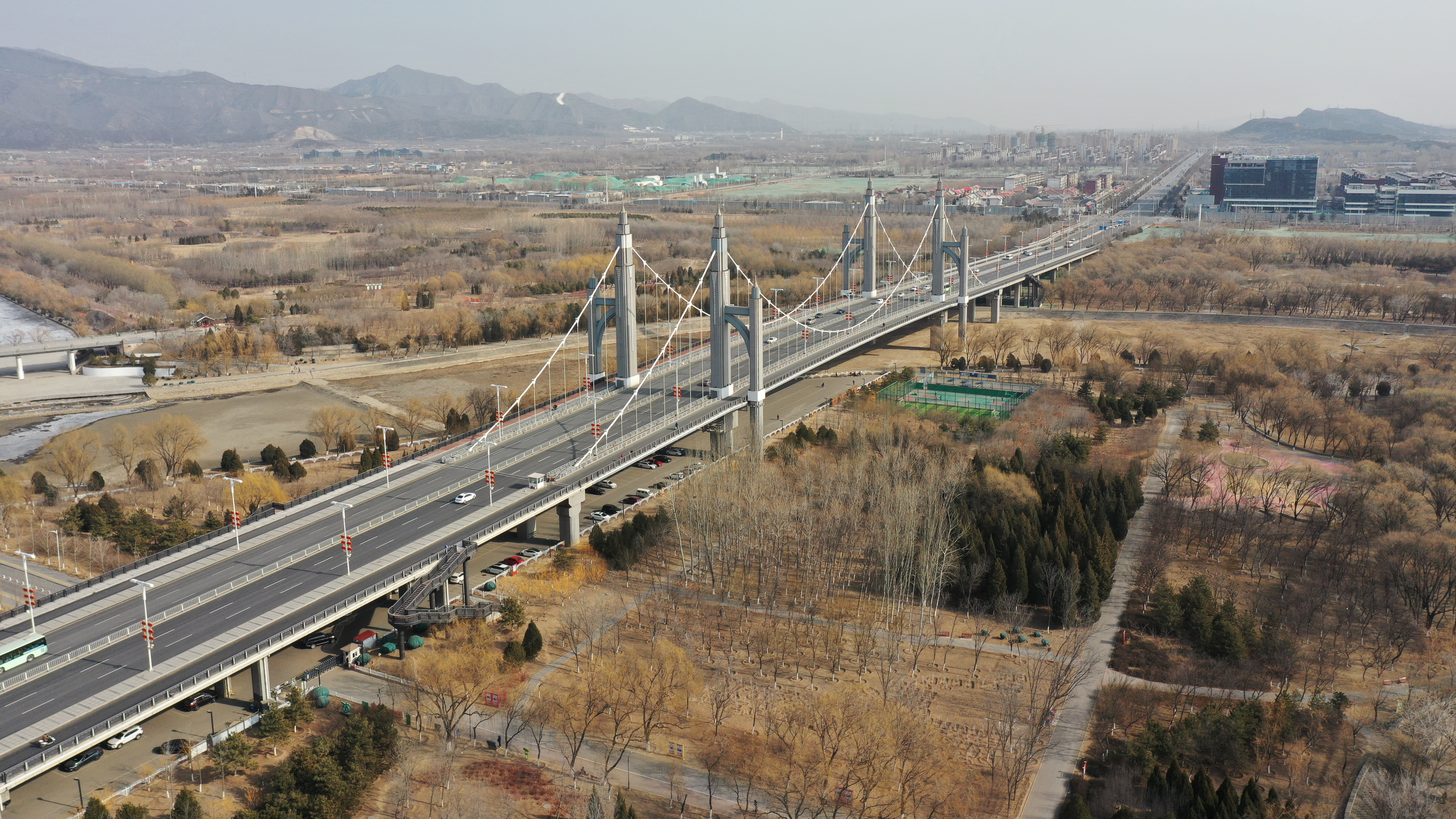
昌平区南环大桥

### 市内交通
昌平区自1954年接入北京市公共汽车线网和2002年接入北京地铁网络以来，经过长期发展，已经成为除中心城区以外公共交通最为发达的市辖区之一。

#### 公共汽车和机场巴士

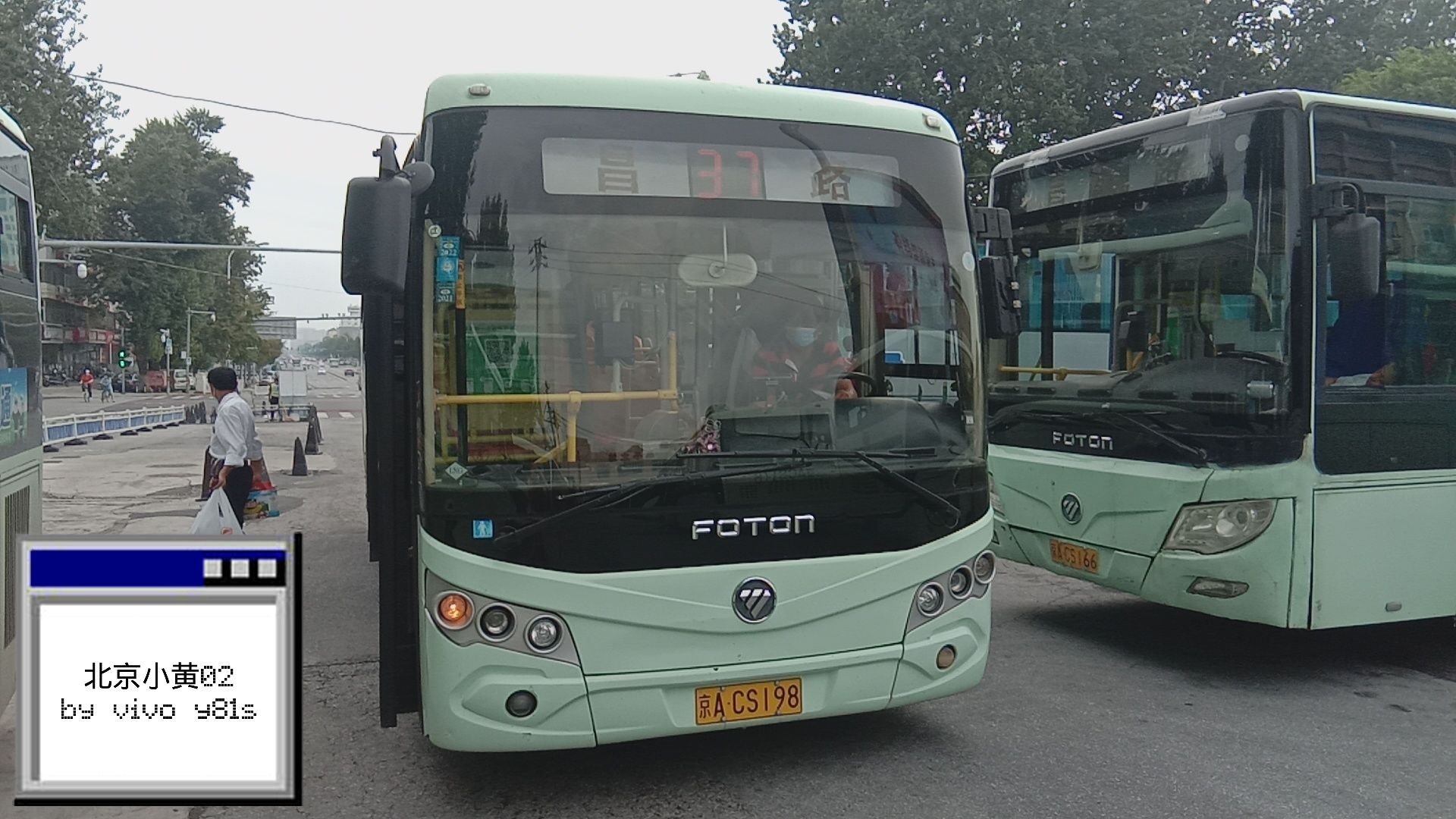
北京万佳通客运有限公司部分客运车型

在区属公交（“昌”字头公共汽车）层面，截止2022年底，昌平区属公交客运企业共有客运从业人员750人，运营客车538辆，均为新能源客车；客运线路51条，运营长度2847.2公里，客运量为2444.8万人次。
| 运营企业/管理机关                | 具体运营单位               | 覆盖的乡级行政区/具体公交线路                                                                        |
| -------------------------------- | -------------------------- | --- |
| 北京公共交通控股（集团）有限公司 | 第一客运分公司             | 昌平区（除崔村镇、阳坊镇、延寿镇外）                                                                 |
| 北京公共交通控股（集团）有限公司 | 第四客运分公司             | 393路、398路、495路、543路、642路、644路、专139路                                                    |
| 北京公共交通控股（集团）有限公司 | 第七客运分公司             | 856路、933路、945路、H54路                                                                           |
| 北京公共交通控股（集团）有限公司 | 第八客运分公司             | 昌平区（除流村镇、延寿镇外）                                                                         |
| 北京公共交通控股（集团）有限公司 | 电车客运分公司             | 快速公交3线、快速公交3线区间、301路                                                                  |
| 北京公共交通控股（集团）有限公司 | 第九客运分公司             | 昌平区境内全部“快速直达专线”                                                                         |
| 北京市昌平区交通局               | 北京万佳通客运有限公司     | 昌平区全境，海淀区西三旗街道、上庄地区、苏家坨地区，朝阳区来广营地区，顺义区高丽营镇，怀柔区九渡河镇 |
| 北京市顺义区交通局               | 北京骏马客运有限公司       | SD001路                                                                                              |
| 北京市密云区交通局               | 北京市宝城客运有限责任公司 | 郊80路                                                                                               |
| 北京市平谷区交通局               | 北京陆峰达客运有限公司     | 郊100路                                                                                              |

#### 轨道交通

##### 北京地铁
截至2022年底，昌平区内途经轨道交通线路4条（均为北京地铁公司所辖线路），站点21个，运营里程54.5公里。2023年12月30日，京港地铁运营的17号线北段成为昌平区第五条轨道交通线路。
| 线路   | 涉及区段             | 区内运营站点 | 区内车辆段/停车场              |
| ------ | -------------------- | --- | ------------------------------ |
| 昌平线 | 一期、二期           | 昌平西山口站、十三陵景区站、昌平站、昌平东关站、北邵洼站、南邵站、沙河高教园站、沙河站、巩华城站、朱辛庄站（8号线换乘站）、生命科学园站 | 十三陵景区车辆段、定泗路停车场 |
| 5号线  | 全线                 | 天通苑北站、天通苑站、天通苑南站 | 太平庄车辆段                   |
| 8号线  | 二期北段、昌八联络线 | 朱辛庄站（昌平线换乘站）、育知路站、平西府站、回龙观东大街站、霍营站（13号线换乘站）                                                    | 平西府车辆段、定泗路停车场     |
| 13号线 | 西段、东段           | 龙泽站、回龙观站、霍营站（8号线换乘站）                                                                                                 | 回龙观车辆段                   |
| 17号线 | 北段                 | 未来科学城北站、未来科学城站、天通苑东站                                                                                                | 歇甲村车辆段                   |

北京地铁系统在昌平区内建设和规划中线路：北京地铁17号线（支线规划中）、北京地铁13号线A/B线（在建）、北京地铁19号线（二期、远期，规划中）、北京地铁33号线（远景规划）、怀柔科学城-未来科学城-中关村科学城联络线（远景规划）

##### 北京市郊铁路

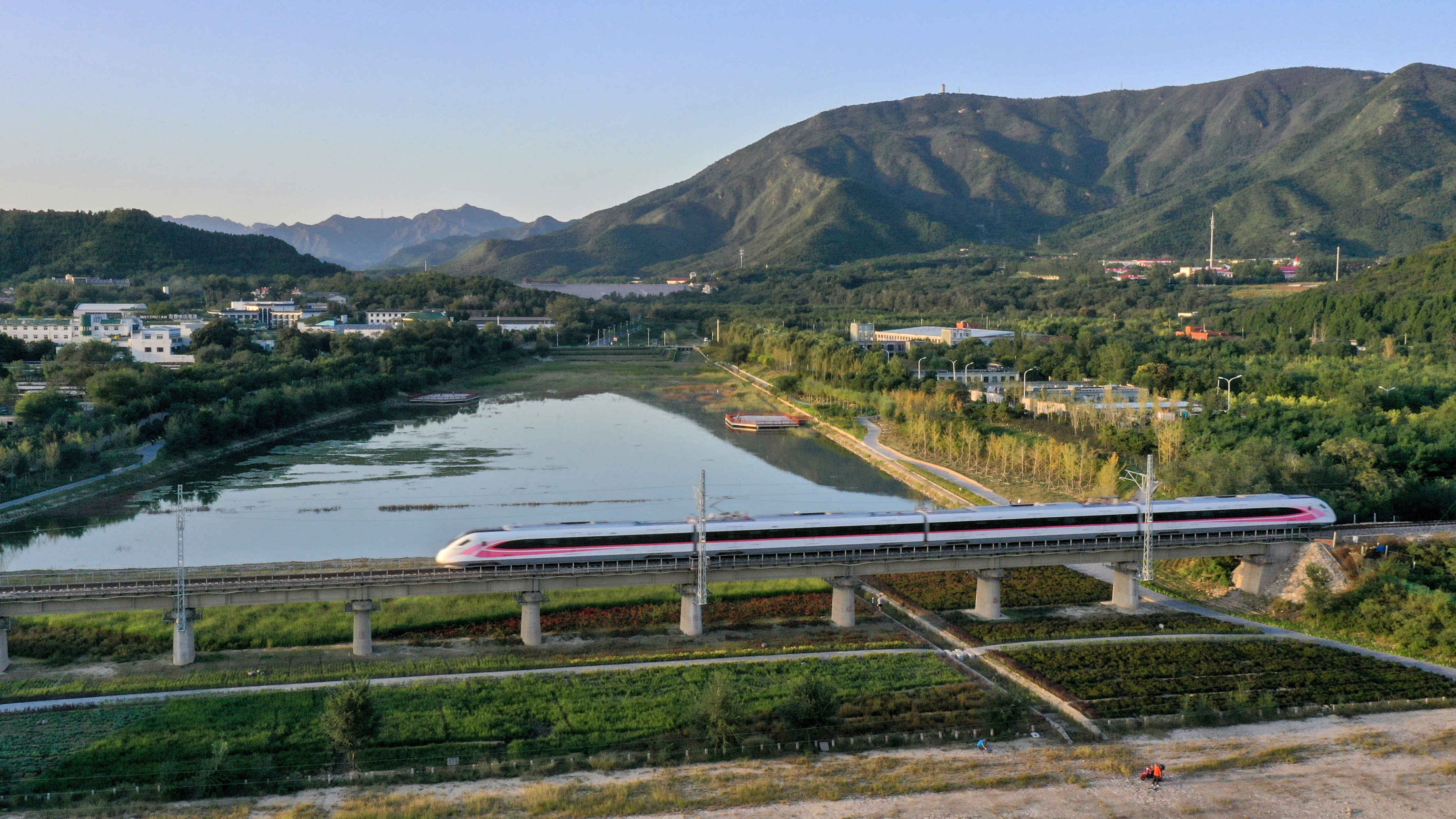
蟒山南侧，北京市郊铁路怀柔-密云线列车行经京通铁路10号桥

区内当前运营线路：北京市郊铁路S2线（黄土店站，南口站）、北京市郊铁路怀柔－密云线（昌平北站）
区内远景规划线路：北京市郊铁路S2快线（昌平站）、北京市郊铁路东北环线

#### 自行车专用路

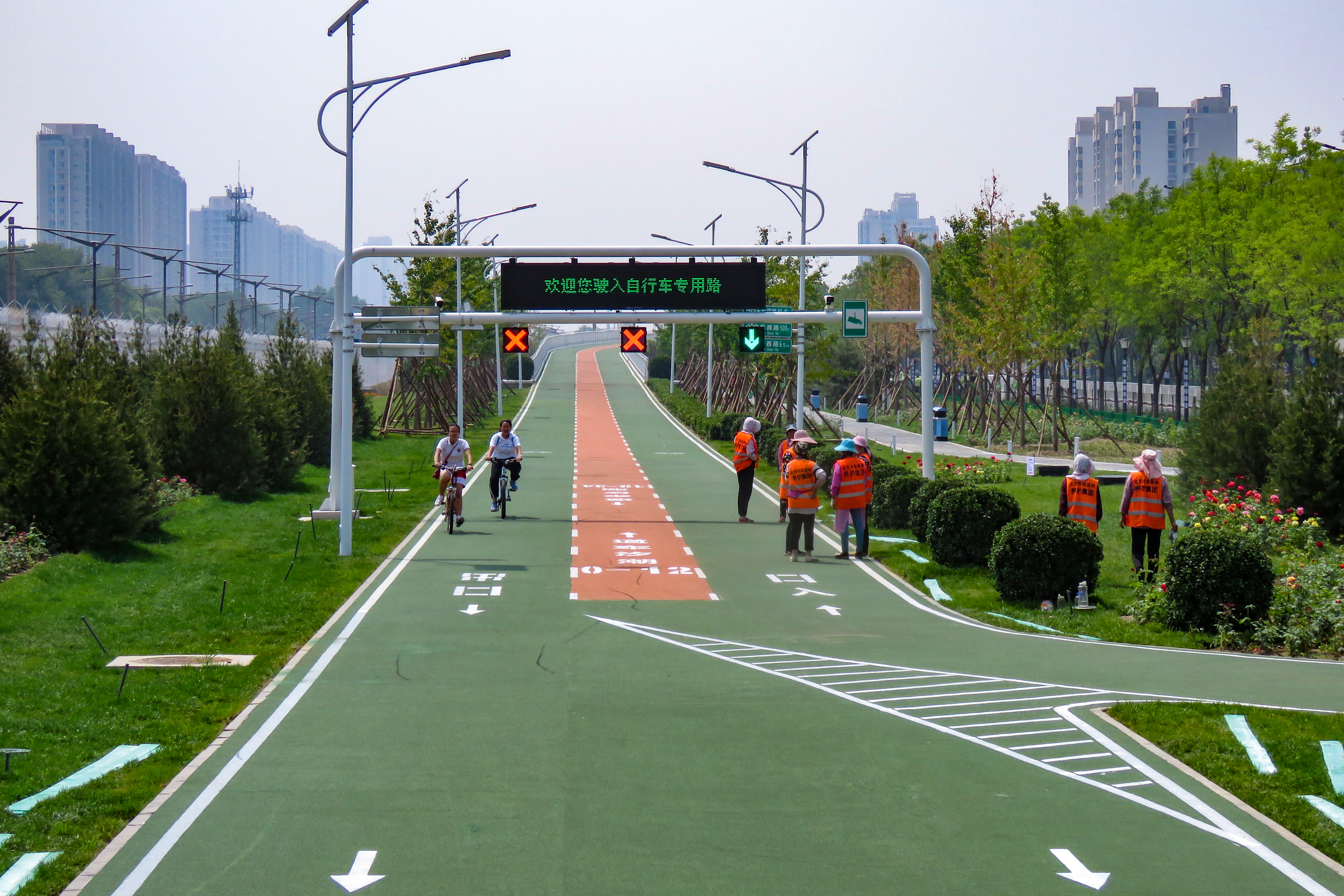
龙泽园街道地铁回龙观站东侧的专用路起点

北京市自行车专用路（正线）由昌平区龙泽园街道同成街与文华路丁字路口南侧起步，至海淀区上地街道西二旗北路与西二旗西路交叉路口西北角结束。是北京市首条、中国大陆第二条自行车专用路。

### 对外交通

#### 铁路交通
运营线路（客运火车站加粗显示）：
- 京包客运专线：沙河站（不办理客运业务）、昌平站
- 京包铁路（仅有北京市郊铁路S2线运营）：昌平站、南口站、东园站、居庸关站
- 京通铁路：昌平站、七间房线路所、昌平北站、官高站、兴寿站
- 东北环线（仅有北京市郊铁路S2线运营）：昌平站、沙河站、黄土店站
- 西北环线（全线暂无客运）：沙河站
- 大秦铁路（煤运铁路，不办理客运业务）：铁炉村站、下庄站
- 京沈高铁（过境不设站，距昌平区界最近客运站为顺义西站，位于顺义区高丽营镇）

#### 公路交通

##### 高速公路
国家高速公路
 京藏高速
 京新高速（现北六环-太平庄段计划改为京新复线高速）
 大广高速
 北京六环路
省级高速公路
 京承高速
 机场北线
京津冀跨省市省级高速公路
 京礼高速（昌平段又称兴延高速公路，并计划改为 京新高速的一部分）

##### 普通公路
国道： 110国道、 111国道（调整线位后）
省道： 昌赤路、 安四路、 G6辅路（东）、 温南路、 南雁路、 怀长路、 顺沙路、 沙阳路、 定泗路、 昌金路、 白马路西延、 北清路、T216 G6辅路（西）、原S214十三陵水库路、原S307怀昌路
县道：
	秦北路
	太海路
	秦上路
	黄平路
	昌棉路
	满白路
	旧西路
	水涧路
	王峪沟路
	水台路
	禾子涧路（北禾路）
	崔阿路
	马兴路
	东兴路
	银山路
	亭阳路
	昌流路
	李流路
	下店路
	苗圃路
	东北路
	安四路支线
	朱牛路
	七马路
	回南路
	中东路
	环陵路
	南丰路
	南涧路
	南百路
	七星路
	百沙路
	昌崔路(政府街/府学路)
	水南路
	松沙路
	七北路
	水库西路
	水库东路
	怀昌北路
	高芹路
	环陵路支线一
	环陵路支线二
	环陵路支线三
	环陵路支线四
	辛樊路(已经并入昌金路)
	怀昌路
	满白路支线
	北清路东延
	鲁疃西路
	苗圃路支线
	小汤山街
	南口中心街
	南口兴隆街
	南口大厂路
	八街
	城角西路
 三角地路
	东/西/南/北环路
	鼓楼南/北街
	西关路/鼓楼西/东街
	龙水路 

## 医疗
受承接北京中心城区疏解资源影响，昌平区的医疗水平正处于快速上升的发展阶段。
2022年，昌平区共有卫生机构1207个，其中医院89个，社区卫生服务站152个（含社区卫生服务中心）。
| 乡级行政区   | 北京市属医院                                                             | 北京大学附属医院                                                      | 昌平区属医院                                                                                              | 非公办医院                                            |  |
| ------------ | ------------------------------------------------------------------------ | --------------------------------------------------------------------- | --- | ----------------------------------------------------- |  |
| 城北街道     |                                                                          |                                                                       | 北京市昌平区医院（三级综合，北京医保A类） 北京市昌平区中医医院（三甲中医） 北京市昌平区妇幼保健院（三级） | 北京皇城股骨头坏死专科医院（二级中医）                |  |
| 天通苑北街道 | 北京清华长庚医院（三甲，北京医保A类）                                    |                                                                       | |                                                       |  |
| 天通苑南街道 |                                                                          |                                                                       | | 北京市昌平区天通苑中医医院（二甲中医）                |  |
| 霍营街道     |                                                                          |                                                                       | 北京市昌平区中西医结合医院（三甲）                                                                        |                                                       |  |
| 回龙观街道   | 北京回龙观医院（三甲） 北京积水潭医院（新龙泽院区）（三甲，北京医保A类） |                                                                       | |                                                       |  |
| 龙泽园街道   | 北京积水潭医院（回龙观院区）（三甲，北京医保A类）                        |                                                                       | |                                                       |  |
| 史各庄街道   |                                                                          | 北京大学国际医院（三级综合） 北京大学第六医院（昌平院区）（三甲专科） | |                                                       |  |
| 东小口地区   |                                                                          |                                                                       | 北京市昌平区东小口社区卫生服务中心（二级）                                                                |                                                       |  |
| 沙河地区     |                                                                          |                                                                       | 北京市昌平区沙河医院（二级）                                                                              | 北京大卫中医医院（二乙中医） 北京民康医院（二甲专科） |  |
| 南口地区     |                                                                          |                                                                       | 北京市昌平区南口医院（二乙） 北京市昌平区精神卫生保健院（二级）                                           |                                                       |  |
| 小汤山镇     | 北京小汤山医院（三级综合）                                               |                                                                       | |                                                       |  |
| 北七家镇     |                                                                          |                                                                       | | 北京王府中西医结合医院（三甲中医）                    |  |
| 百善镇       |                                                                          |                                                                       | | 北京保法肿瘤医院（二级）                              |  |

## 定位规划

### 历史定位
1983年7月《北京城市建设总体规划方案》将昌平列为四个重点建设的卫星城镇之一。1984年5月10日，北京市人民政府批复《昌平卫星城总体规划方案》，规定昌平卫星城规划与建设“要突出以旅游服务和高教科研为主的城镇性质”，“把昌平镇建成清洁、优美、生态健全的文明卫星城”。
《北京城市总体规划（1991-2010年）》将昌平主要城镇区（含南口、埝头）和沙河列为14个规划的卫星城当中。
《北京城市总体规划（2004-2020年）》将昌平新城列为“两轴两带多中心”中的“多中心”之一；原回龙观镇大部分地区和原东小口镇天通苑地区在规划层面被划入中心城区，其核心区域分属清河边缘集团和北苑边缘集团，属于“北京市中心城18片区”。

### 现今规划
《北京城市总体规划（2016-2035年）》将昌平区定位为：首都西北部重点生态保育及区域生态治理协作区；具有全球影响力的全国科技创新中心重要组成部分和国际一流的科教新区；特色历史文化旅游和生态休闲区；城乡综合治理和协调发展的先行示范区。区域内昌平新城被列为“多点”平原新城之一，未来科学城被列入北京加强全国科技创新中心建设主平台“三城一区”的一部分，七个（地区）镇被列入生态涵养区范围，区域东南部部分地区纳入中轴线北延长线控制范围。
2018年11月20日，时任中共中央政治局委员、中共北京市委书记蔡奇在调研平原新城时，强调昌平要进行校城融合和“科学+城”。进一步优化沙河办学环境，打造一流的高教园区。高教园区要积极对接新城发展需求，建设一批有利于校城融合的创新平台。继续围绕搞活未来科学城做文章，抓好已有央企资源的盘活利用，重点解决空间利用低效问题，推动央企打开院墙搞创新。要加强与中关村科学城互动，积极承接具有前瞻性技术的企业和研发中心，推动科技创新走廊建设。要依靠自身禀赋优势，稳步推进特色小城镇建设。11月21日，蔡奇又在调研生态涵养区时，要求昌平区作为生态涵养区的组成部分，也要保护好山区生态，抓好绿色发展，不允许任何破坏生态环境的行为。
2019年11月20日，北京市人民政府正式批复同意《昌平分区规划（国土空间规划）（2017年—2035年）》。在空间结构上，昌平区将构建“一轴一带一廊，两城一区多点”的整体空间结构。一轴是中轴线北延长线，是昌平人文、历史、自然与文化资源的协同发展轴线；一带是北部山区生态文化带，是首都西北部生态涵养区的重要组成部分；一廊是北清路-七北路沿线协同创新发展走廊，是联接海淀山后、未来科学城、顺义空港、朝阳电子城的研发服务产业走廊；两城是未来科学城、昌平新城；一区是回龙观、天通苑地区；多点包括南口新市镇及其他小城镇（小汤山镇、阳坊镇、流村镇、崔村镇、兴寿镇、延寿镇）共7个镇。

## 国家级荣誉
1996年4月1日，原昌平县获全国绿化委员会、林业部（国家林业和草原局前身）授予“全国造林绿化百佳县”称号。
2002年9月1日，昌平区获文化部（文化和旅游部前身之一）授予“2001年全国文化先进县”称号。
2003年12月25日，昌平区获文化部、国家文物局授予“全国文物工作先进县”称号。
2003年12月26日，昌平区获中国共产主义青年团中央委员会授予“全国团建先进县（市）”称号。
2008年2月2日，昌平区获全国爱国卫生运动委员会授予国家卫生区称号。
2011年5月20日，昌平区第五次获中共中央宣传部、司法部授予“（2006-2010年）全国法制宣传教育先进区”称号。
2011年10月27日，昌平区获环境保护部（生态环境部前身）授予第七批国家级生态示范区称号。
2011年10月28日，昌平区获国家档案局、民政部、农业部（农业农村部前身）授予“全国社会主义新农村建设档案工作示范区”称号。
2012年7月17日，昌平区获国务院授予“全国创业先进城市”称号。
2016年2月6日，昌平区获国家旅游局（文化和旅游部前身之一）授予首批“国家全域旅游示范区创建单位”称号。
2016年5月10日，昌平区获教育部授予第六批全国社区教育实验区称号。
2016年6月，昌平区获财政部、工业和信息化部、科学技术部、商务部、国家工商行政管理总局（国家市场监督管理总局前身）授予第二批“小微企业创业创新基地城市示范”称号。
2018年11月12日，昌平区获联合国教科文组织中国可持续发展教育项目全国工作委员会评为“中国可持续发展教育20年最具影响力地区”。
2020年10月20日，昌平区第十次获全国双拥工作领导小组、退役军人事务部、中央军委政治工作部授予“全国双拥模范城”称号。
2020年11月18日，昌平区获文化和旅游部授予第二批国家全域旅游示范区称号。
2022年1月26日，昌平区获农业农村部、国家乡村振兴局授予“2021年全国村庄清洁行动先进县”称号。
2023年1月19日，昌平区获中国科学技术协会授予2021-2025年度第二批全国科普示范区称号。

## 国内对口支援合作和海外友好

### 国内对口地区
截至2022年，昌平区共与5个省（自治区）的6个县（旗）建立了对口支援工作关系。
| 省级行政区   | 县级行政区             | 对口类型     |
| ------------ | ---------------------- | ------------ |
| 河北省       | 张家口市尚义县         | 对口帮扶关系 |
| 内蒙古自治区 | 锡林郭勒盟太仆寺旗     | 对口帮扶关系 |
| 内蒙古自治区 | 赤峰市阿鲁科尔沁旗     | 对口帮扶关系 |
| 青海省       | 玉树藏族自治州曲麻莱县 | 对口帮扶关系 |
| 河南省       | 洛阳市栾川县           | 对口协作关系 |
| 西藏自治区   | 拉萨市当雄县           | 选派挂职干部 |

### 海外友好地区
截至2018年，昌平区共与10个国家的13个地区建立了友好关系。
- 日本：青森县北津轻郡板柳町（1993年6月）

- ：首尔特别市道峰区（1996年4月）、釜山广域市金井区（2005年6月）

- 德国：巴伐利亚州中弗兰肯行政区纽伦堡市（2006年5月）

- 法國：法兰西岛大区马恩河谷新区（马恩拉瓦雷新城，2007年11月）、法兰西岛大区塞纳-马恩省布西圣乔治市镇（2012年5月）

- 西班牙：马德里自治区托雷洪-德阿尔多斯市镇（2013年9月）

- 捷克：卡洛维瓦理州（2007年3月）

- 匈牙利：布达佩斯市二十二区（2012年4月）

- 美国：加利福尼亚州阿拉梅达县奥克兰市（2005年10月）、马里兰州乔治王子郡（2015年9月）[156]

- 加拿大：不列颠哥伦比亚省汤普森-尼古拉地区坎卢普斯市（2005年7月）

- 新西兰：坎特伯雷区胡鲁努伊区（2015年12月）[157]

## 其它

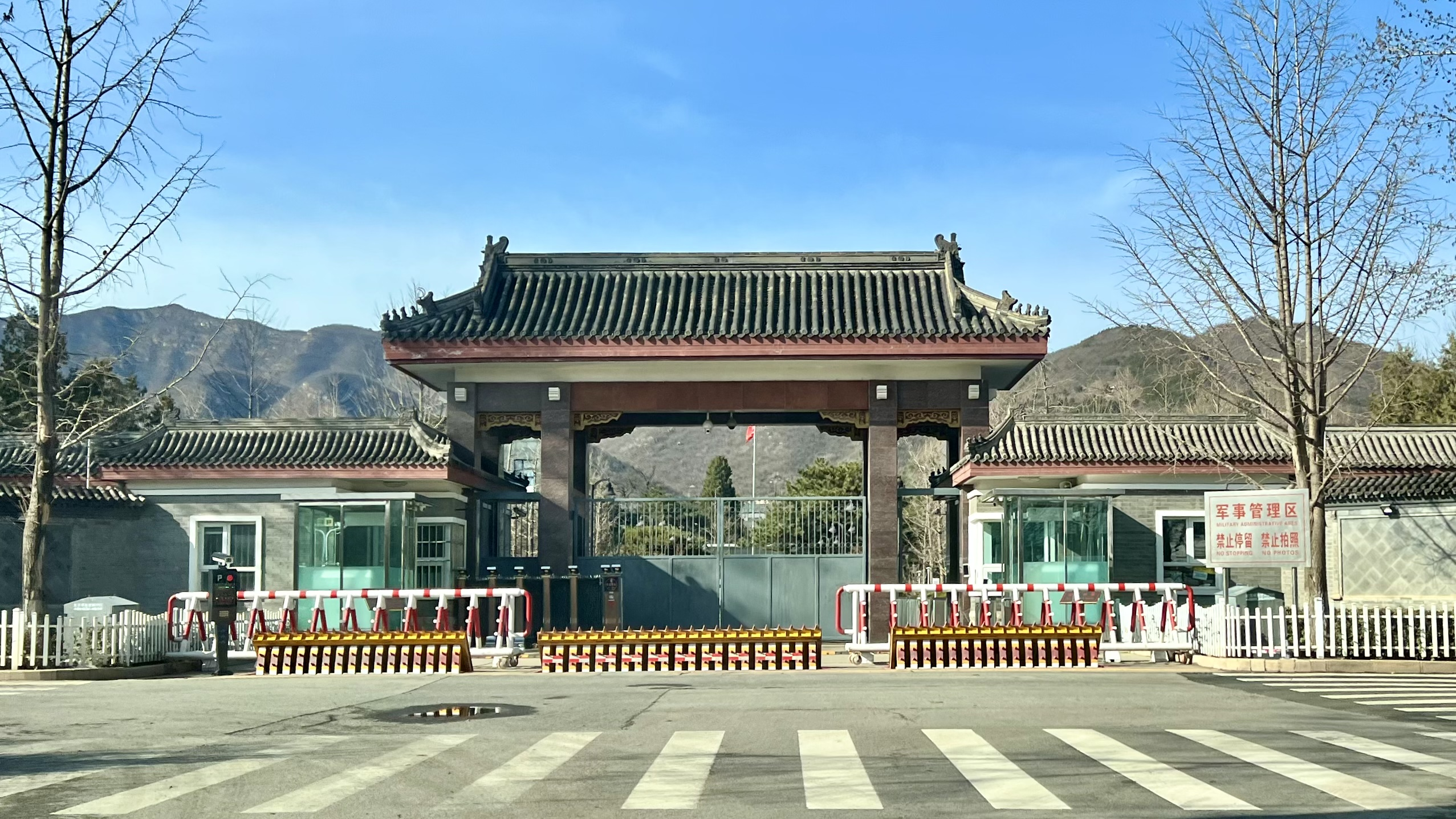
秦城监狱南大门

- 位于兴寿镇秦城村的公安部秦城监狱是中国最著名的监狱，是全国唯一隶属于公安部的国家刑罚执行机关[註 23]。主要用于关押被定罪的中国高级党政官员和涉及重大国家安全犯罪、掌握国家秘密的罪犯。[158]
- 位于南邵镇蟒山路5号的北京市监察委员会蟒山留置保障中心，是北京市监察机关对接受监察调查的人员实施留置措施的地点之一。[註 24][159]
- 前中共中央政治局委员、中共北京市委书记陈希同“文革”时曾在昌平接受下放劳动，并在“文革”前后长期担任原昌平县多个党政领导职务。[160]其就任北京市党政领导时曾主持昌平多项市政等工程建设（如昌平公园[161]等）。1998年被判刑后在秦城监狱服刑，2006年经批准在北京小汤山疗养院保外就医，2013年去世后火化于昌平殡仪馆。[162]
- 昌平区首例SARS临床诊断病例报告于2003年4月22日，患者于4月27日12:30在北京市昌平区医院死亡。4月23日，中国政府在小汤山镇北京小汤山医院基础上建设“中国人民解放军小汤山非典医院”（又称小汤山医院二部），于4月30日交付使用。[163]6月28日，昌平区撤销区内所有为防疫专门设置的卡点和检查站。[9]2020年初，为应对2019冠状病毒病疫情，小汤山医院传染病集中隔离救治功能再次启用。[164]